# Anna von Sachsen (1544–1577)

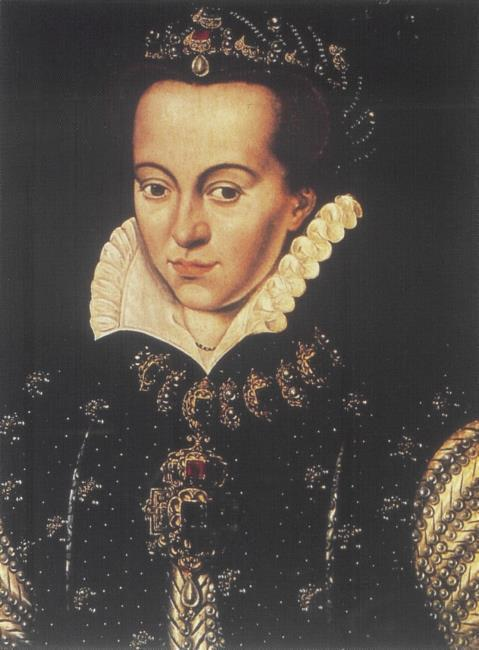
Anna von Sachsen, Gemälde von Anthonis Mor aus den 1560er Jahren, Nationalmuseum Breslau

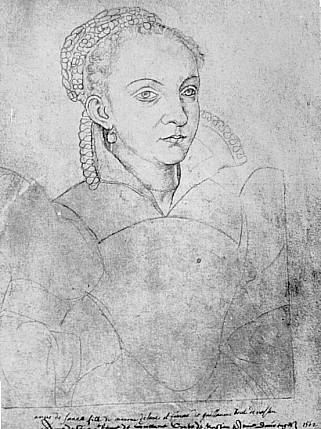
Anna von Sachsen (um 1562). Kreidezeichnung von Jacques Le Boucq. Musée des Beaux-Arts, Arras.

Anna von Sachsen (* 23. Dezember 1544 in Dresden; † 18. Dezember 1577 ebenda) war die Tochter des Kurfürsten Moritz von Sachsen und der Agnes von Hessen und die zweite Frau von Wilhelm von Oranien.
1561 heiratete Anna den aus Nassau-Dillenburg stammenden Prinzen von Oranien, den wohlhabendsten und einflussreichsten Adeligen der Niederlande, und zog mit ihm auf Schloss Breda. Die Verbindung von Anna und Wilhelm entwickelte sich zur „fürstlichen Ehetragödie des 16. Jahrhunderts“ (Hans Kruse).
Nachdem das Paar 1567 vor der Verfolgung durch den Herzog von Alba und seinen Blutrat aus den Niederlanden nach Dillenburg hatte fliehen müssen und Anna eine Affäre mit Jan Rubens, dem Vater des Malers Peter Paul Rubens, begonnen hatte, zerbrach die Ehe nach mehreren vorhergehenden Krisen endgültig. Anna verbrachte die Jahre von 1571 bis 1575 wegen des Ehebruchs mit Jan Rubens, von dem sie auch ein Kind bekam, unter Hausarrest auf den Schlössern Siegen und Beilstein, zunehmend von seelischer und körperlicher Krankheit gezeichnet, die vermutlich mit wachsendem Alkoholmissbrauch zusammenhing. Als sich Wilhelm von Oranien 1575 von Anna scheiden ließ und erneut heiratete, holte ihr Onkel Kurfürst August sein früheres Pflegekind Anna nach Sachsen zurück. Im Dezember 1577 starb sie fünf Tage vor ihrem 33. Geburtstag in Dresden, in zwei Räumen des Schlosses eingesperrt, psychisch und körperlich schwer krank, an inneren Blutungen.

## Aktuelles Interesse
Seit Beginn des 21. Jahrhunderts ist ein stark auflebendes Interesse an Anna von Sachsen zu verzeichnen, nicht nur – naturgemäß – in den Nassauischen Annalen, in denen 2005 und 2007 zwei auf der Auswertung umfangreichen Quellenmaterials basierende Aufsätze zu Einzelaspekten ihres Lebens und ihrer Ehe erschienen sind. Seit 2008 wurden vier Biographien veröffentlicht, zwei in Deutschland, eine in den USA von der Historikerin Ingrun Mann sowie eine in Amsterdam von der niederländischen Historikerin Femke Deen.
In die Erörterungen über eine Neubewertung der Prinzessin schalteten sich Vertreter des sächsischen Hochadels ein. Elmira von Sachsen (1930–2022), Ehefrau des 2012 verstorbenen Albert von Sachsen (1934–2012), zog aus den Erkenntnissen der 2013 von Hans-Joachim Böttcher verfassten Biografie den wohl nicht von vielen Historikern geteilten Schluss, „dass Anna – wäre sie als Knabe geboren – (…) der Griff nach der deutschen Kaiser-, zumindest der Königskrone“ möglich gewesen wäre und „die Geschichte Sachsens und Deutschlands, vielleicht sogar Europas sodann anders verlaufen wäre.“
Auch die Illustrierte Bunte meinte eine aktuelle Relevanz von Anna von Sachsen zu erkennen, allerdings mit einem gänzlich anderen erkenntnisleitenden Interesse als dem Verlauf der europäischen Geschichte: Das Blatt erklärte 2016 seinen Lesern in der Serie „Royals weltweit“ die „leidenschaftliche Sex-Affäre“ von Anna mit Jan Rubens und ihre grausamen Folgen. Dabei wurde die sächsische Prinzessin zu einer frühen Protagonistin weiblicher sexueller Selbstbestimmung stilisiert.
Hingegen warnte Ingrun Mann in der Biografie Anna of Saxony. The Scarlet Lady of Orange davor, Anna von Sachsen zu einer Ikone („poster-child“) der Frauenbewegung zu machen. Auf der einen Seite sei sie mutig und stark gewesen und habe die damals herrschende sexuelle Doppelmoral offen in Frage gestellt. Auf der anderen Seite habe sie Menschen niederen Standes mit abstoßender Arroganz behandelt und ihre Diener und Mägde blutig geschlagen. Ähnlich wie Ingrun Mann sieht auch Femke Deen in Anna von Sachsen „eine intelligente und mutige Frau“, der es aber nicht gelang, mit den damals für Frauen geltenden „Grenzen, Normen und Konventionen umzugehen“.

## Kindheit

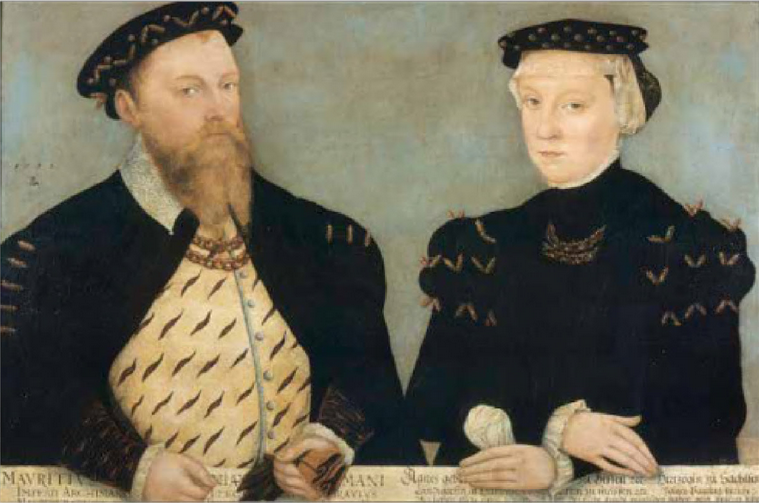
Annas Eltern Moritz und Agnes
Doppelporträt von Lucas Cranach d. J. (1559)

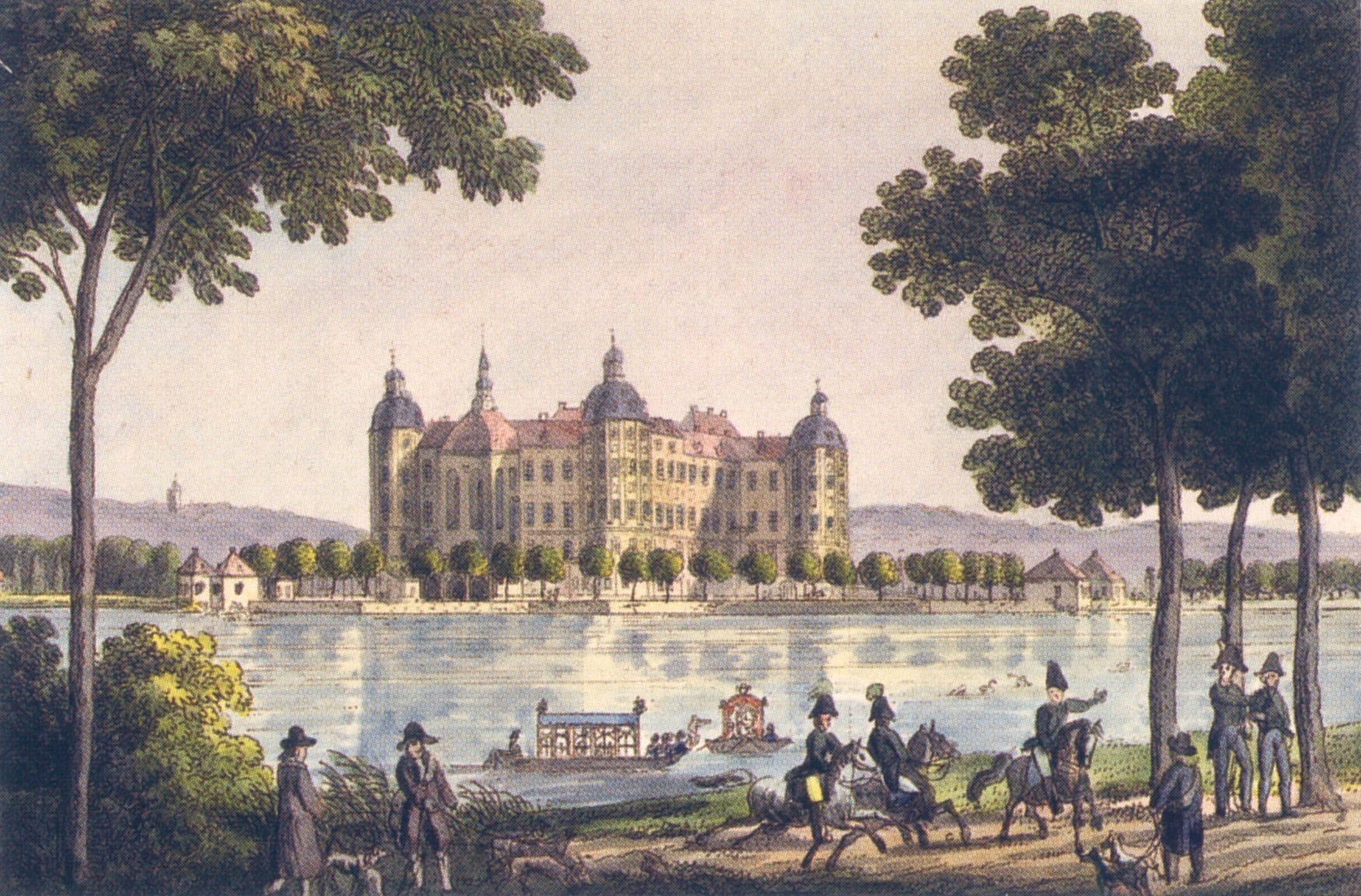
Verschwenderische Eleganz von Schloss Moritzburg, einem der Wohnsitze von Annas Kindheit.

Die Kindheitsjahre der Anna von Sachsen waren von unbeschreiblichem Luxus geprägt. Die Schlösser in Dresden und Moritzburg gehörten zu den wohlhabendsten Residenzen in ganz Europa und eine Heerschar von Dienern und Dienerinnen kümmerte sich um die kleine Anna, die mit sechs Jahren schon ihren eigenen Hofstaat hatte. Dass sie einziges Kind ihrer Eltern war, muss ihre privilegierte Position in ihrem eigenen Gefühl noch verstärkt haben.
Ingrun Mann, an der Universität von Arizona lehrende Historikerin, sieht in der verschwenderischen Pracht dieser Kindheitserfahrungen, als Anna wohl geglaubt habe, sie gehöre ebenfalls der Sphäre der die Wände verzierenden Halbgötter an, einen Schlüssel für das Verständnis ihres späteren Lebens:

„Das war eine ungesunde, aber hartnäckige Überzeugung, die Anna durch den größten Teil ihres Lebens anhaftete – auch als es am schlechtesten um sie stand und ihr Bescheidenheit besser zu Gesicht gestanden hätte.“

Einen ersten Schicksalsschlag gab es, als Annas Vater Moritz von Sachsen 1553 in der Schlacht bei Sievershausen starb. Annas Mutter heiratete 1555 Johann Friedrich II. von Sachsen. Dessen Residenz in Weimar bot nicht ganz die Prachtentfaltung, die Anna vorher gewöhnt war, dafür aber einen ungewöhnlich freundlichen Stiefvater.

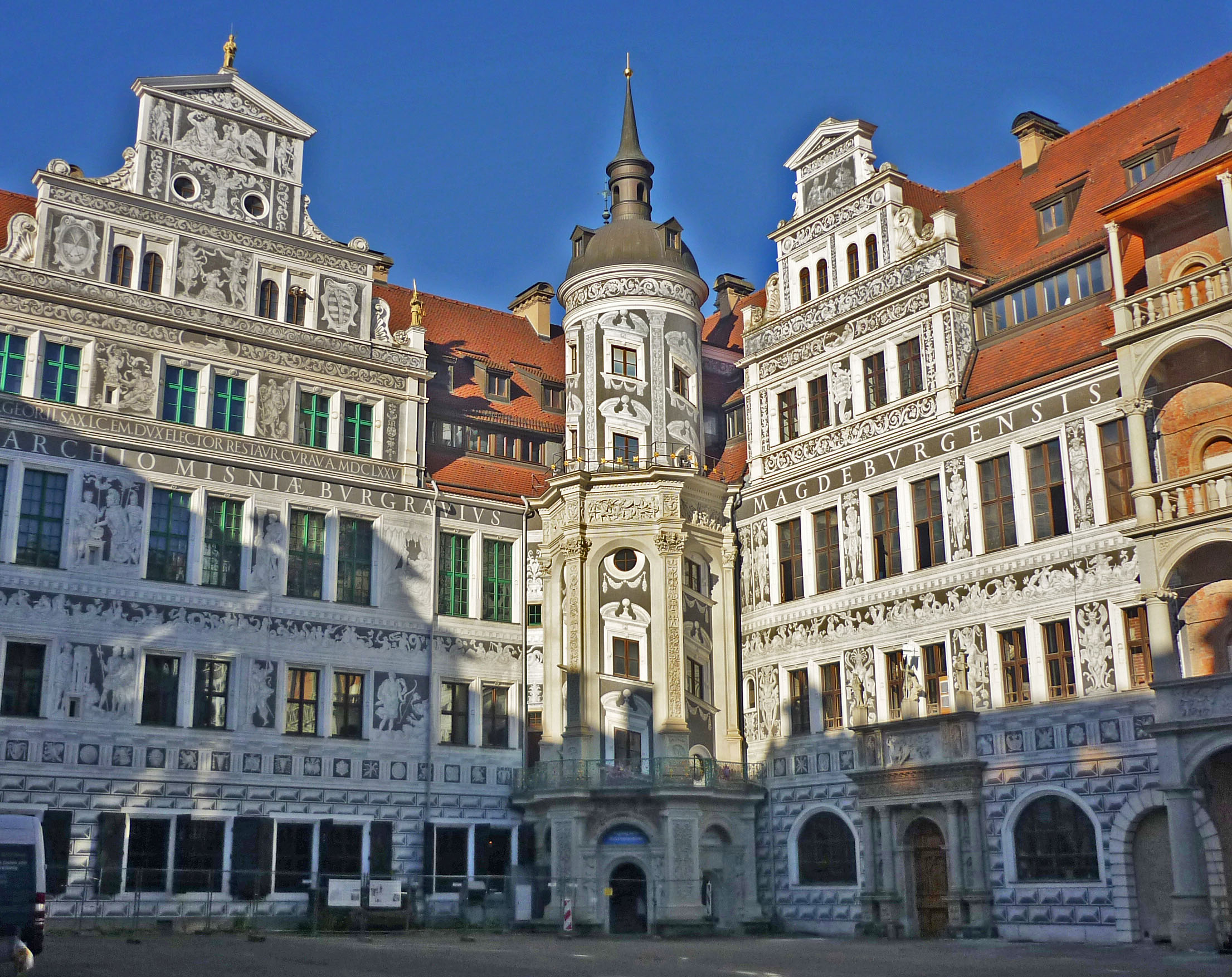
Die Dresdener Residenz: Wohnsitz von Anna vor der Übersiedlung nach Breda.

Schon ein halbes Jahr später, im November 1555, starb auch die Mutter Agnes. Die davon schwer getroffene Waise wurde vom Bruder ihres Vaters, Kurfürst August von Sachsen, zurück nach Dresden an seinen Hof geholt. Dort kam sie, nun elfjährig, in die Obhut ihrer Pflegemutter Anna von Dänemark, die August im Jahre 1548 geheiratet hatte.

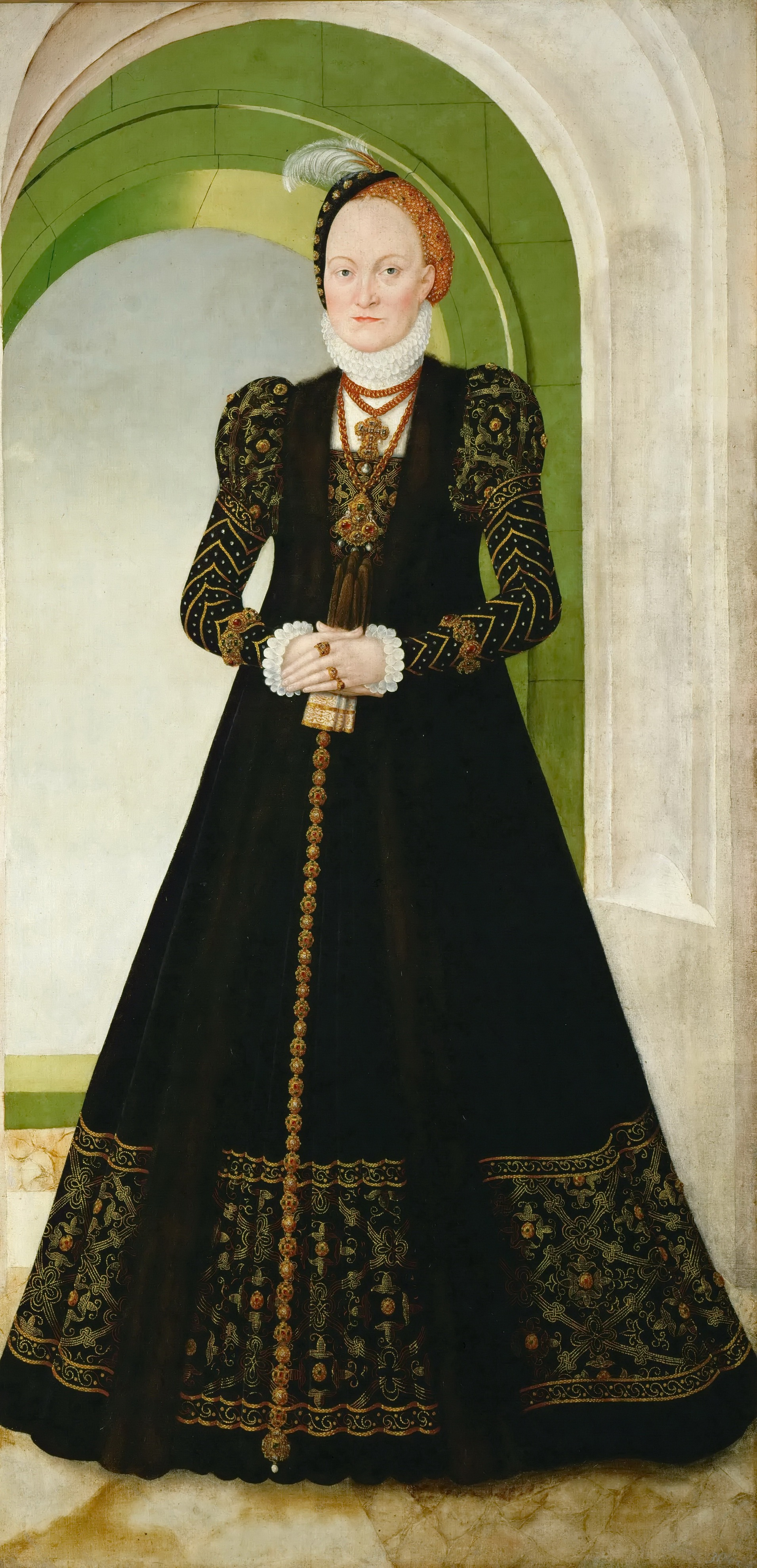
Annas Pflegemutter Anna von Dänemark als Kurfürstin von Sachsen

Anna von Dänemark war eine Frau von unbändiger Energie und Tatkraft, aber auch von großer Strenge gegen andere wie gegen sich selbst. Sie hinterließ 25.000 Briefe, revolutionierte nebenbei die Landwirtschaft und war als Arznei- und Heilkundige europaweit bekannt und begehrt – ein Jahrhunderttalent.
Gegensätzlicher hätten die Charaktere nicht sein können, die hier mit Tante und Pflegetochter aufeinanderprallten. Die Gründe für die entbrennenden Konflikte werden in der Literatur unterschiedlich gesehen, mal sieht man in Anna ein Kind, das „schwer erziehbar“ und „exzentrisch“ war, mal wird die lutherisch strenge Erziehung angeführt, die auf ein traumatisiertes und zerbrechliches Kind traf. Hinweise, dass Anna mit einer besonderen „Grausamkeit“ behandelt wurde, gibt es in den Quellen allerdings keine.
Die häusliche Bildung umfasste Bibelkunde, Lesen, Schreiben und Rechnen sowie diverse Handarbeiten. Musik und Tanz, mit denen sie später am Hofe von Wilhelm von Oranien konfrontiert wurde, gehörten wahrscheinlich nicht dazu. Anna hatte aber wohl Zugang zu den umfangreichen Bibliotheken ihrer Pflegeeltern, zu denen bei August auch Werke wie die Ritterromane des Amadis von Gallien gehörten, die später noch eine Rolle spielen sollten. Und bei aller sittlich strengen Erziehung gab es im Leben am Hof auch genug Zerstreuungen wie Ausflüge und Theateraufführungen.
Anna vermochte aber nicht, sich der Regentin zu fügen und vielleicht sogar von ihr zu profitieren, sondern schlug den Weg einer erbitterten Feindschaft ein – wie so oft in ihrem späteren Leben.

## Die Suche nach einem Bräutigam
Anna war eine reiche Erbin und kam aus einem der mächtigsten Fürstenhäuser im Reich. So kamen nur hochgestellte Bewerber als mögliche Ehepartner in Frage.
1556 scheiterte ein erstes Heiratsprojekt mit Erik, dem Sohn des schwedischen Königs Gustav Wasa, aber wohl eher aus politischen Gründen auf Seiten der Schweden. Auch mit einigen anderen Kandidaten verliefen die Gespräche, die vor allem Annas Onkel August führte, zunächst erfolglos.
Annas Chancen waren eingeschränkt dadurch, dass man an den europäischen Höfen zwar ihren „großen Verstand“ kannte, aber auch über ihre Sturheit und ihren Jähzorn informiert war. Hinzu kamen ihr nicht gerade vorteilhaftes Aussehen und eine Behinderung (eventuell eine deformierte Schulter oder Hüfte). Sie sei „ungeschickten Leibes“.
Ihre geringe Attraktivität führte zu Problemen bei der Suche nach einem Bräutigam, da es alleine schon schwierig war, ein passendes Porträt zu erstellen, wie es damals zur Werbung den in Frage kommenden Kandidaten vorgelegt wurde. Mal befand der Kurfürst, sie sei auf einem Gemälde „zu hübß und glatt“, mal sei das Bild hässlicher als die Portraitierte. Der so gescholtene Künstler war immerhin Lucas Cranach der Jüngere.

## Wilhelm von Oranien

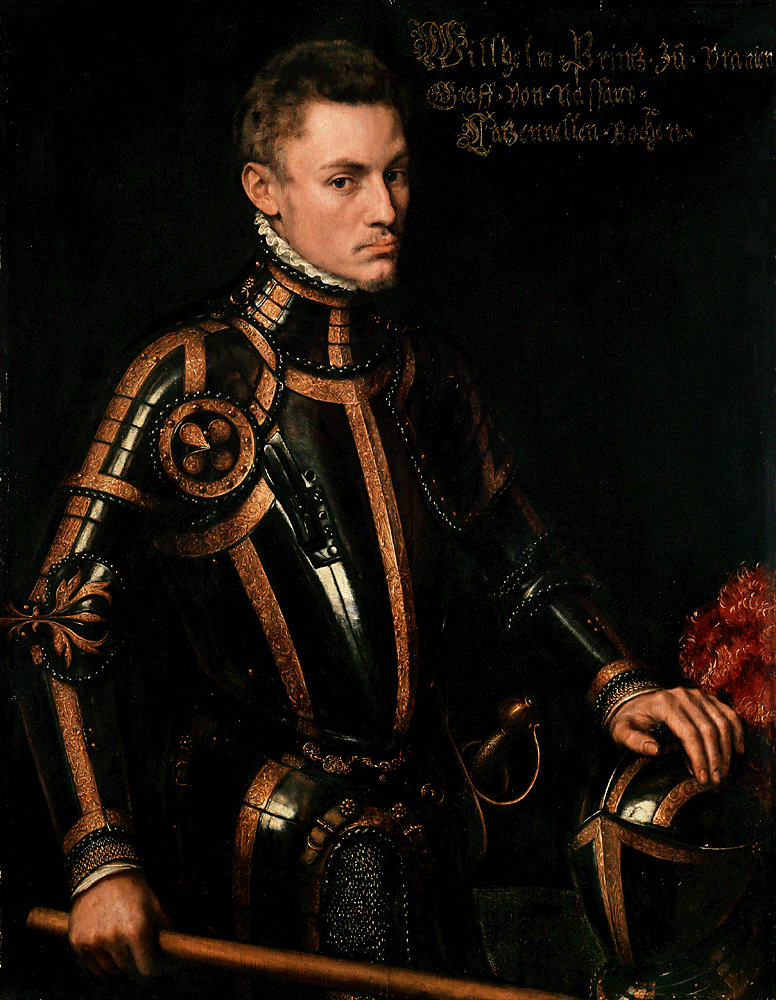
Wilhelm von Oranien (1555)

Dann trat Wilhelm von Oranien auf den Plan.
Wilhelm hatte mit seiner ersten Frau Anna von Egmont eine außergewöhnlich glückliche Ehe geführt. Heiratsverbindungen im Hochadel wurden prinzipiell aus Gründen der Sicherung und Ausweitung von Macht und Ansehen geschlossen und waren vergleichbar mit Verträgen zwischen „Staaten“, da die Heirat auch gegenseitige Erbschaftsansprüche bis hin zum Eintritt in landesherrliche Rechte über das gesamte Territorium begründen konnte.
Wie Briefe beider Ehepartner belegen, hatte sich jedoch zwischen Oranien und Anna von Egmont eine liebe- und respektvolle Beziehung entwickelt. Anna von Egmonts früher Tod am 24. März 1558 war neben dem Ableben seiner Mutter Juliana von Stolberg 22 Jahre später mit das erschütterndste Ereignis im Leben des Wilhelm von Oranien.
Die durchaus reichliche Mitgift von Anna von Sachsen spielte nach Ansicht aller Historiker zwar eine nicht unerhebliche Rolle für Wilhelm von Oranien. Entscheidend war jedoch die Aussicht auf eine Verbindung mit den beiden einflussreichen Fürstentümern Sachsen und Hessen.
Anna selbst muss nach dem ersten Treffen mit Wilhelm zwar gewisse Zweifel gehabt haben, sich aber gleichfalls so verliebt haben, dass sie schrieb:

„Er ist ein schwarzer Verräter, aber ich habe keine Ader in meinem Leibe, die ihn nicht herzlich lieb hätte.“

Außerdem war er auch für eine Prinzessin, die sogar „einen König hätte heiraten können“, wie sie sich später bitter beklagte, eine gute Partie. Als Herr von Oranien (der südfranzösischen Grafschaft Orange) war er souveräner Fürst und einer der wohlhabendsten Adeligen der reichen Niederlande.
Als die Pläne bekannt wurden, gab es heftigen Widerstand von fast allen Seiten. Der Grund: Wilhelm war zwar zunächst lutherisch aufgewachsen, aber nach seiner Übersiedlung in die Niederlande im Alter von zwölf Jahren katholisch erzogen worden. So wollten Annas Onkel Kurfürst August von Sachsen und ihr Großvater Landgraf Philipp von Hessen nicht, dass die damals 16-jährige Prinzessin den „Papisten“ in die Hände fiel. Und auf der anderen Seite erklärten die Berater von Philipp II., Katholiken sei die Ehe mit „Ketzern“ verboten.
Ein weiteres Problem stellte die Tatsache dar, dass Wilhelm aus seiner Ehe mit Anna von Egmont bereits einen Sohn hatte, der vor Kindern mit Anna von Sachsen erbberechtigt war.
Dennoch setzte Wilhelm nach langen Verhandlungen mit großer Zielstrebigkeit und taktischem Geschick sein Ziel durch. Dabei scheute er auch nicht davor zurück, sowohl der lutherischen als auch der katholischen Seite seine Verbundenheit mit deren jeweiliger Konfession zu erklären. Der Braut sicherte er ungestörte Ausübung ihrer lutherischen Religion zu (was auch eingehalten wurde).
Hierin sehen die Kritiker bis heute „Opportunismus“, während wohlgesonnenere Historiker ein „brillantes diplomatisches Spiel“ erkennen wollen oder Wilhelms oft bewiesene Abneigung gegen konfessionellen Dogmatismus.

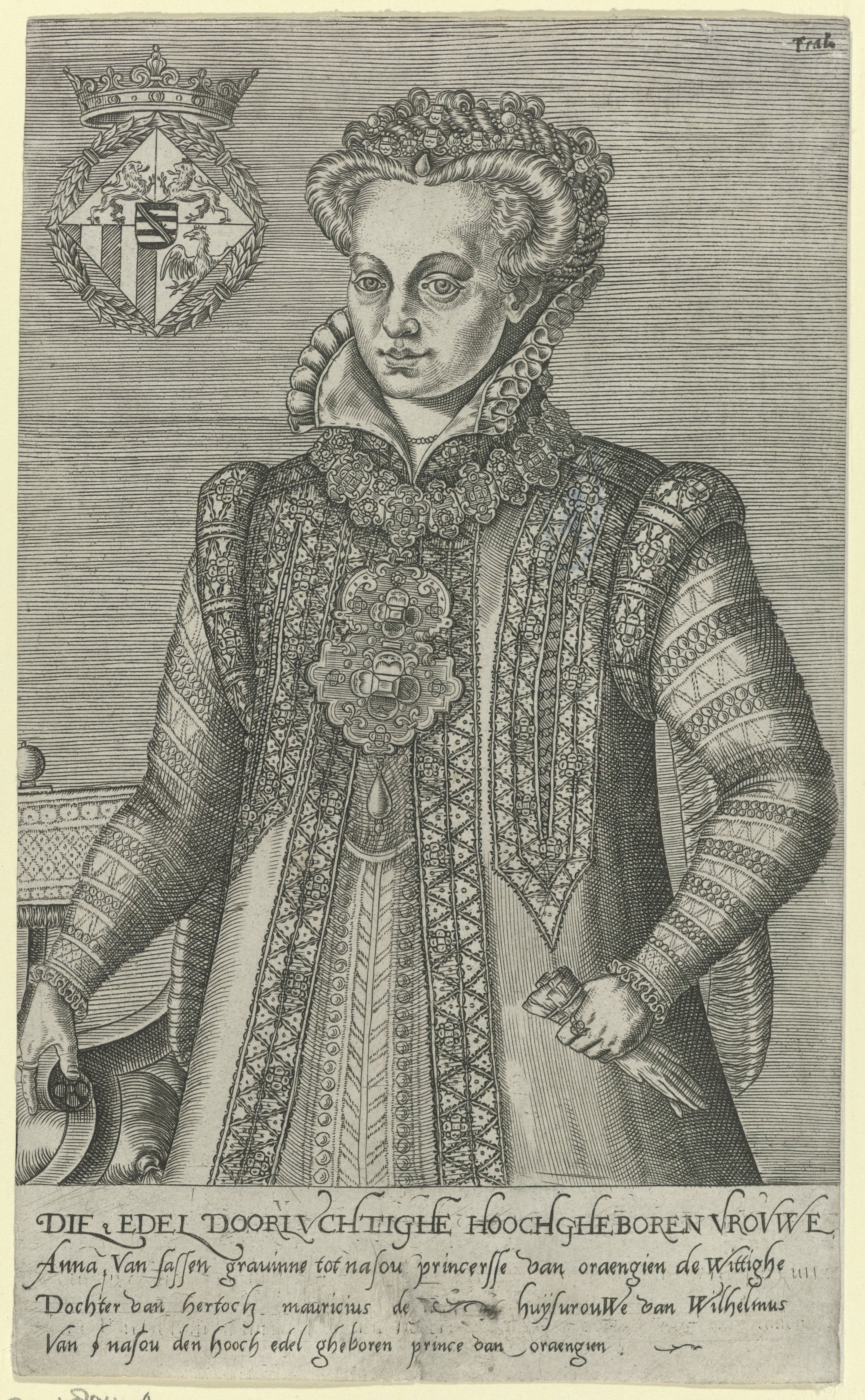
Anna von Sachsen (um 1566). Kupferstich von Abraham de Bruyn.

## 100.000 Taler
Am 2. Juni 1561 wurde in Torgau der Ehevertrag geschlossen. Annas Mitgift belief sich auf 100.000 Taler. Das war selbst für den Hochadel eine ungewöhnliche Summe. Zum Vergleich: Das jährliche Einkommen Wilhelms wurde damals auf etwa 200.000 Gulden, also das Doppelte der Mitgift, geschätzt.
Die 100.000 Taler sind in Veröffentlichungen wie der von Hans-Joachim Böttcher („gewaltige Mitgift“) als besonders starke Motivation für Wilhelm angeführt worden.
Jedoch mussten für diese Summe erhebliche Gegenleistungen erbracht werden. Anna selbst verzichtete auf alle Ansprüche in Sachsen, die somit auch weder ihr Mann noch ihre Kinder geltend machen konnten.
Wilhelm musste Anna für den Fall seines Todes aus seinen Gütern in den Niederlanden jährliche Einkünfte in Höhe von 12.500 Talern in bar garantieren. Als Bürgen hierfür musste er seine Brüder benennen, wogegen Johann VI. von Nassau-Dillenburg zunächst heftigen Widerstand leistete, da er nur schwer aufzubringende Belastungen für seine Grafschaft befürchtete. Sachsen bestand aber darauf. Zudem sollte Anna als Witwensitz die nassauischen Grafschaften Diez oder Hadamar mitsamt einem Teil ihrer Einkünfte erhalten.

## Die Hochzeit
Die Hochzeit zwischen Wilhelm von Oranien und Anna von Sachsen fand am 24. August 1561 in Leipzig statt. Die Festlichkeiten dauerten eine ganze Woche und stellten alles in den Schatten, was man in der Mitte des Reiches gesehen hatte. 5500 Gäste wurden mit Essen und Trinken, Spielen, Theater, Feuerwerk, Musik und Wettkämpfen unterhalten. Alleine Wilhelm selbst war mit einem „über 1000 Pferde starken Geleit eingetroffen“.
Noch vor der Trauung hatte Wilhelm in kleinem Kreis erneut versprechen müssen, seiner Gattin die Ausübung der lutherischen Religion zu ermöglichen.
Ein überliefertes Gespräch zwischen der Kurfürstin von Sachsen und Wilhelm gibt einen Hinweis auf kommende Probleme. Annas Pflegemutter bat Wilhelm darum, seine Gattin „zu Gottesfurcht und christlichem Lebenswandel“ anzuhalten. Oranien soll entgegnet haben,

„daß er die Prinzessin nicht mit solchen melancholischen Dingen bemühen wolle, sondern daß sie statt der heiligen Schrift den Amadis von Gallien und dergleichen kurzweilige Bücher, die de amore traktierten, wolle lesen, und statt Strickens und Nähens eine Galliarde wolle tanzen lernen lassen und dergleichen Kourtoisie mehr, wie solche etwa des Landes bräuchlich und wohlanständig.“

Am 1. September 1561 trat Wilhelm von Oranien dann mit seiner jungen Gattin über Dillenburg die Reise in die Niederlande an.

## Breda

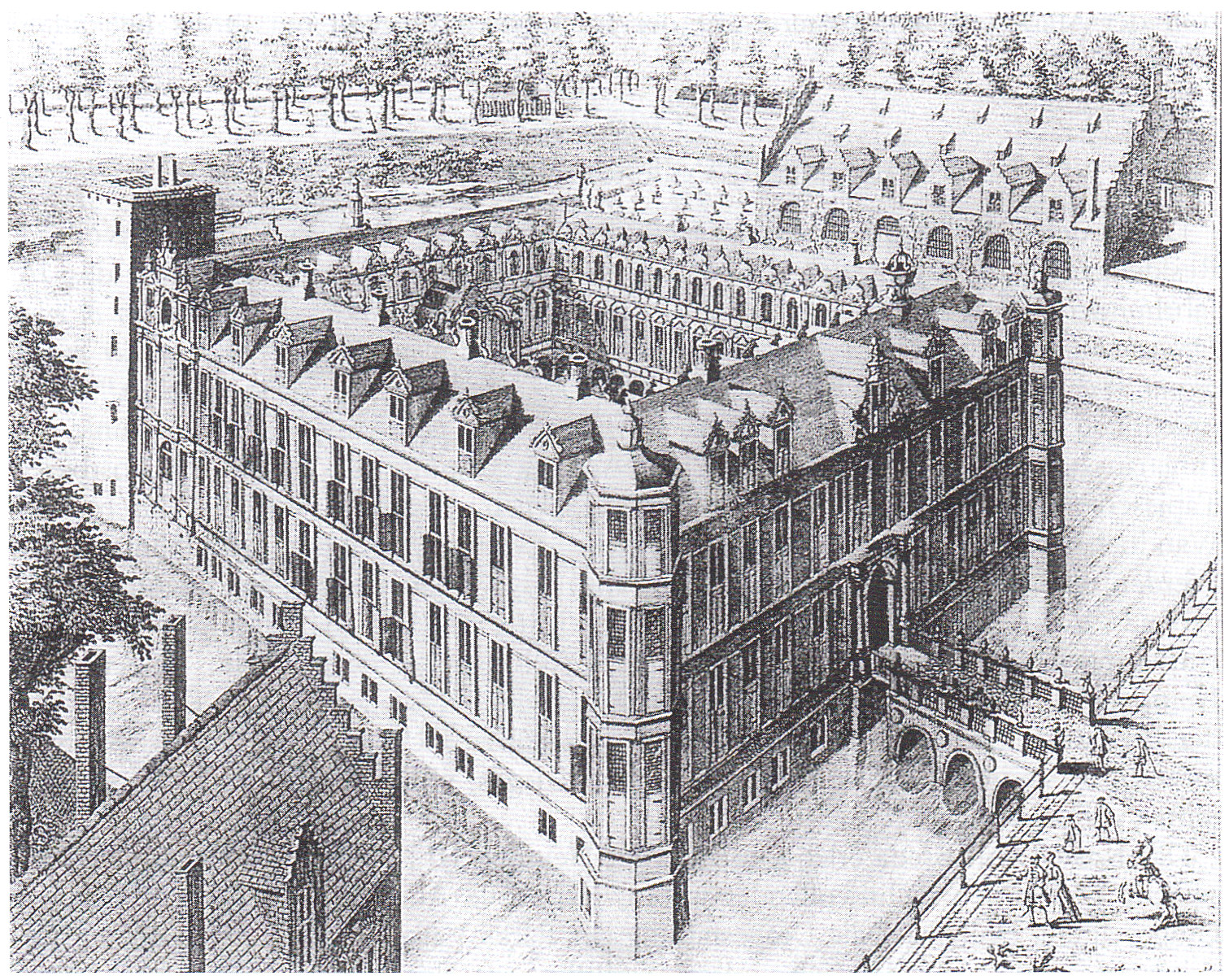
Schloss Breda 1743. Bauzustand nach der Modernisierung ab 1696 im Auftrag Wilhelms III. von Oranien-Nassau.

Die Ehe schien zunächst von Glück gesegnet und war fruchtbar mit fünf Kindern, von denen drei das Erwachsenenalter erreichten.
Der Prinz versuchte Anna dabei zu helfen, sich auf Schloss Breda einzufinden und sie an den Aktivitäten des höfischen Lebens zu beteiligen. Gerade das war ihm wichtig, weil er einen „Hang zur Melancholie“ bei seiner Frau entdeckt zu haben glaubte.
Zunehmend wurde Wilhelm aber durch politische Verpflichtungen von zu Hause weggehalten, da die Spannungen zwischen den Niederlanden und dem spanischen König immer mehr zunahmen. Philipp II. war dabei, die Provinzen im Nordwesten seines Reiches ihrer Selbständigkeit zu berauben sowie die Inquisition einzuführen. Schon wurden spanische Elitetruppen in die Niederlande geschickt und Protestanten öffentlich hingerichtet.
Anna hingegen hatte gerade ihr erstes Kind verloren und fühlte sich vom Prinzen vernachlässigt. Dieser hatte womöglich auch seinen außerehelichen Kontakt mit Barbara von Live wieder aufgenommen.
Erste Missstimmigkeiten zwischen den Eheleuten wurden unverkennbar, woraufhin Anna immer wieder von ihren Verwandten in Sachsen und Hessen zu Wohlverhalten gegenüber ihrem Gatten ermahnt wurde. Anna lenkte auch zunächst ein. So bedankte sie sich in einem Brief vom 18. Juni 1563 an die Kurfürstin für die Warnung, sich vor dem Zorn und dem Fluchen zu hüten. Ihr „kindlich hertzlieber Herr“ (Wilhelm) habe sie „auch vil zu lieb“, um ernstlich mit ihr zu sprechen. Im Juni 1565 schrieb sie, sie wolle lieber „tot sein“, als Schande über ihre Verwandten zu bringen.
Aus den Briefen Annas ging auch bald hervor, dass sie an Einsamkeit litt. Vom niederländischen Adel fühlte sie sich nicht ihrem Rang entsprechend behandelt. Ihre sächsischen Hofdamen, ohnehin nur für ein halbes Jahr verpflichtet, hatten sie schnell verlassen, teilweise schon nach vier Wochen, weil sie mit „etlichen Sitten des Niederlandes“ nicht klarkamen, „sonderlich sich nicht wollen küssen lassen“. Häufig bat Anna mit „flehentlichen Bittrufen“ ihre Verwandten aus Sachsen und Hessen, sie zu besuchen. Indessen schickten die nur ihre Räte, die vor allem Ermahnungen an sie hatten.
Der Streit eskalierte weiter. Schlimmer noch, „das Geschrei“ über „Unwillen und Missverstand“ zwischen den Eheleuten geriet an die Öffentlichkeit und war Tagesgespräch an den Höfen des Reiches.
Die Zwistigkeiten gingen so weit, dass Anna ihren Mann sowie „sein Geschlecht“ (Nassau) vor hohen Gästen heftig beschimpfte und verfluchte. Sie ging nun auch gegenüber ihren Verwandten in die Offensive und fing Anfang 1565 an, sich über ihren Mann zu beschweren, der sie schlecht behandele. Bei einem kleinen Ausflug nach Spa behauptete sie gar vor Mitreisenden, ihr Mann wolle sie vergiften.
Die Eheprobleme schädigten Wilhelms Ansehen im Reich empfindlich, setzten ihm aber auch privat zu. Er schlief schlecht und Gästen fiel auf, dass er mitgenommen aussah. Wilhelm fing an, mit dem Gedanken zu spielen, „sie wieder nach Hause zu senden“.
Ende 1565 war die Ehe so zerrüttet, dass selbst der Todfeind des Prinzen, Kardinal Granvelle, detailliert davon erfuhr, wie „arg und allgemein bekannt sein häusliches Leid“ sei.
Aus einem Briefwechsel zwischen dem hessischen Landgrafen und Anna Anfang 1566 geht hervor, dass Anna anfing, Schulden zu machen, ihren Schmuck zu versetzen und schlechten Umgang hatte. Es zeigten sich auch bereits deutliche Anzeichen von Depressionen. Sie schließe sich schon tagsüber in ihr verdunkeltes Zimmer ein, komme nicht zu den Mahlzeiten und habe „schwere Gedanken“ im Kopf, womöglich ein erstes Anzeichen von Suizidgefahr.
Wilhelm geriet wegen seines Eintretens für die Unabhängigkeit der Niederlande und für religiöse Toleranz in akute Lebensgefahr. Am 23. April 1567 floh er mit Anna und einem Gefolge von über 100 Personen aus Breda mit dem Ziel Dillenburg. Seine in Brüssel verbliebenen engen Verbündeten Egmont (über den Goethe sein bekanntes Drama schrieb) und Hoorn entgingen dem berüchtigten Blutgericht des Herzogs Alba nicht und wurden ein dreiviertel Jahr nach ihrer Gefangennahme öffentlich enthauptet.

## Dillenburg
Ende Mai 1567 erreichte das Paar mit seinem Gefolge Schloss Dillenburg. Nun waren beide Flüchtlinge. Wilhelm war noch schlechter dran, da er sein ganzes Hab und Gut verlor, das von Philipp II. in den Niederlanden konfisziert wurde. Sein ältester Sohn aus erster Ehe wurde von Philipp gefangen genommen und nach Spanien in ein Kloster verbracht.
Wilhelm fing sofort an, den Widerstand in den Niederlanden zu organisieren, während Anna mit ihrer neuen Rolle nicht zurechtkam. Sie hatte zwar von den Niederlanden weggewollt, von dem dortigen „unchristlichen, gottlosen und untreuen Volke“, aber in Dillenburg gefiel es ihr überhaupt nicht. Waren überzogene Ansprüche die Ursache oder eine „unfreundliche Haltung“ von Wilhelms Verwandten ihr gegenüber? War es auch eine unerträgliche Langeweile in der Westerwälder Provinz, wie Anna es oft darstellte?

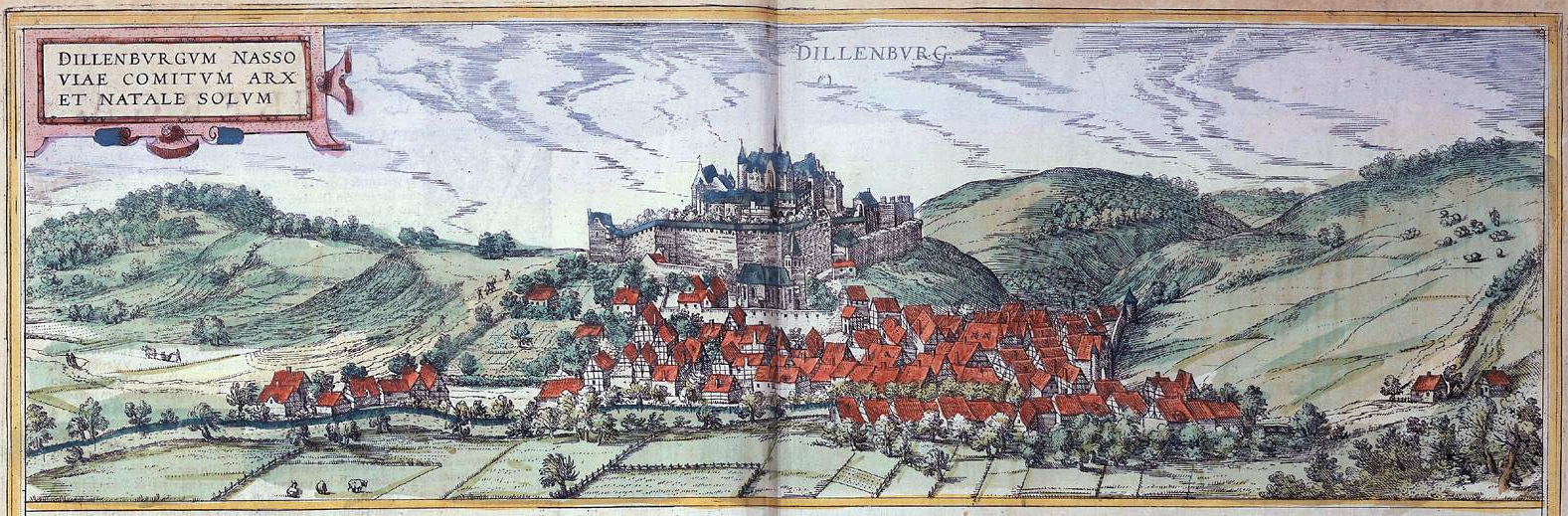
Dillenburg mit dem bekrönenden Schloss in der Ausbaustufe um
1575, hier nach Braun/Hogenbergs Theatri praecipuarum Totius Mundi Urbium Liber Sextus 1617

Schloss Dillenburg war zwar nicht Breda und auch nicht Dresden, aber damals dennoch ein großer Gebäudekomplex, in dem bis zu 300 Menschen lebten. Zudem spielte die Dynastie von Nassau-Dillenburg eine bedeutende Rolle in der Reichspolitik, sowohl in ihrer Stellung zu den Habsburgern, als auch seit der Reformation im Netzwerk der protestantischen Fürsten des Reiches.
Im Schloss tat man alles, um den Gästen, die mit 150–200 Personen ankamen und auf Jahre hinaus blieben, das Leben möglichst angenehm zu machen, was auch hohe Kosten verursachte. Die schönsten Räume erhielt der Prinz mit Anna und ihren persönlichen Dienern. Sie bezogen „des Prinzen Gemach“ und „der Königlichen Prinzeß Zimmer“.
Doch schon nach wenigen Wochen fingen die Zwistigkeiten um Anna an, nicht mit Wilhelm, mit dem sie noch einmal eine gute Zeit verlebte und auch zwei weitere Kinder von ihm empfing, sondern insbesondere zwischen der Prinzessin und Wilhelms Mutter Juliane von Stolberg sowie mit ihrer Schwägerin Elisabeth zu Leuchtenberg, der Frau des regierenden Grafen Johann VI.
In dieser Zeit nahmen auch die Alkoholprobleme zu. „Schon morgens nehme sie ein Glas Wein“, so wurde berichtet, „nachmittags eine größere Menge und abends vor dem Niederlegen einen Schlaftrunk. Am 8. Juni 1567 wurden Wilhelm zwei Maß Wein, Anna aber drei Maß zu Tisch gereicht.“ Anna selbst beschwerte sich, dass sie mit Wein und Bier kurz gehalten werde („verweigerten ihr oft einen Trunk geringen Weines oder Bieres“).
Schon im August 1567 war ihr Unmut auf Dillenburg und den Westerwald so groß, dass sie drohte, „sich aus Zorn und Unwille ein Leid anzutun“. Aber viele potentielle Auswege waren ihr abgeschnitten. Nach Breda ging es nicht mehr und zu ihren Verwandten nach Hessen und Sachsen konnte sie auch nicht, denn sie hatte „keine Einladung“ von ihnen. Ihr großer Plan wurde nun, in die von niederländischen Flüchtlingen stark frequentierte Stadt Köln am Rhein zu ziehen, um sich wenigstens „ein Stück des verlorenen Paradieses zurückzuerobern“.
Den letztendlichen Ausschlag, dass man sie am 20. Oktober 1568, als Wilhelm sich in den Niederlanden aufhielt, mit einem Gefolge von 60–70 Personen nach Köln ziehen ließ, war möglicherweise eine in Dillenburg auftretende, ansteckende Krankheit. Als Reisegeld gab man ihr noch 150 Gulden mit, wohl das letzte Geld, was die hochverschuldete Grafschaft kurzfristig auftreiben konnte „und wollte“. Im darauffolgenden Jahr durfte sie noch ihre Kinder nachholen.
Von der Familie ihres Mannes auf eigene Faust nach Köln wegzuziehen, war für die erst 23 Jahre junge Frau ein mutiger, aber auch folgenschwerer Entschluss. Sie hoffte auf ein großstädtisches Flair und einen potentiellen Bekanntenkreis von „150 niederländischen Edelfrauen, mit denen sie sich unterhalten könne, denn sie habe keine Lust in Dillenburg als Sechswöchnerin zu liegen.“
Ihr Biograph Hans-Joachim Böttcher begründet die Übersiedlung nach Köln unter Verwendung eines modernen Begriffes damit, Anna habe nun „ein selbstbestimmtes Leben“ führen wollen – allerdings wollte sie dies auch auf repräsentative Art und hatte dazu keinerlei finanzielle Mittel.
Der Wegzug von Dillenburg bedeutete auch das vorgezogene Ende ihrer Ehe mit Wilhelm von Oranien.

## Warum scheiterte die Ehe mit Wilhelm von Oranien?
Die Ursachen des Scheiterns der Ehe zwischen Anna von Sachsen und Wilhelm von Oranien werden von der Literatur bis zum heutigen Tage unterschiedlich bis kontrovers beurteilt, wobei je nach Standpunkt der Autoren persönliche oder strukturelle Gesichtspunkte in den Vordergrund gerückt werden.
- Der Historiker Felix Rachfahl urteilte in seiner monumentalen, 3-bändigen Biographie Wilhelm von Oranien und der niederländische Aufstand (1906–1924) sehr hart über Anna: „In dem mißgestalteten Körper wohnte auch eine mißgestaltete Seele, kleinlich, bösartig, jeder Spur des Hohen und Edlen bar.“ (Bd. II/1, S. 350).
- Der Direktor des Siegener Stadtarchivs Hans Kruse (1882–1941), der über Jahre hinweg umfangreichstes Archivmaterial in Dresden, Marburg, Wiesbaden und Den Haag recherchierte und auf dessen Ergebnisse auch die neuesten Arbeiten in weiten Teilen zurückgreifen, ohne immer seine Urteile zu übernehmen, kam in Wilhelm von Oranien und Anna von Sachsen (1934) zum Schluss, dass die „17jährige Anna einem solchen Leben, einem solchen Haushalt“ in dem Schloss zu Breda mit einem Personal von 256 Personen und einem riesigen Etat nicht vorstehen konnte. Sie sei überfordert gewesen, zumal – worauf mehrere Autoren hinweisen – ihre sächsische Mundart und ihre Unkenntnis des Französischen ihr das Leben zusätzlich schwer machten (S. 37).
- Kruse sieht „ihre persönlichen Fehler und Eigenschaften“, ihre „Gereiztheit, Verletzlichkeit und Zanksucht mit krankhafter Selbstgeltung und Ueberheblichkeit“ auch vor dem Hintergrund einer erblichen Belastung, die „durch mehrfache Verwandtenehen“ (S. 145) bei ihren Vorfahren gegeben sei. So identifiziert er gleich zwei Paare, die ihre Urgroßeltern bzw. Ururgroßeltern mütterlicherseits und väterlicherseits waren (S. 145).
- Anknüpfend an die These einer schweren Erkrankung der sächsischen Prinzessin glaubt der Heimatforscher Hans-Jürgen Pletz-Krehahn in seinem Aufsatz Die bislang unbekannte Krankheit der Anna von Sachsen (1981) die Symptome dafür erkannt zu haben, dass Anna an der Basedowschen Krankheit gelitten habe.
- Der DDR-Historiker Klaus Vetter geht in Am Hofe Wilhelms von Oranien (1990) von Problemen in der persönlichen Beziehung der Ehepartner auf emotionaler Ebene aus. Anna, die „gebildete und willensstarke junge Frau“ habe mit „Enttäuschung und Verbitterung“ auf Wilhelms außereheliche Eskapaden reagiert (S. 70).
- Der Historiker Olaf Mörke sieht in Wilhelm von Oranien (2007) die Gründe der gescheiterten Ehe in aufeinander treffenden, unterschiedlichen kulturellen Hintergründen, in schwer zu erfüllenden „Rollenerwartungen“, in einem „Käfig adliger Konventionen“, „inkompatiblen Vorstellungen“ und in „emotionaler Vernachlässigung einer im gesicherten lutherischen Milieu aufgewachsenen jungen Frau“, die einer religiösen und kulturellen Fremdheit in der katholischen niederländischen Hochadelswelt ausgesetzt gewesen sei (S. 116). Anna sei es auch im Gegenteil zu Wilhelm nicht bewusst gewesen, dass ihre Ehe keine reine Privatsache gewesen sei, sondern politisch-öffentliche Aspekte gehabt habe (S. 118).
- Die einseitige, pejorative Schuldzuweisung von Felix Rachfahl taucht spiegelverkehrt wieder auf in dem von Maike Vogt-Lüerssen per „Book on Demand“ vertriebenen Text Anna von Sachsen. Gattin von Wilhelm von Oranien (2008). Hier ist es der „ruhm- und machtgierige“, „böswillige“, zur Liebe unfähige Wilhelm (außer zu „sich selbst“), der seine „Machenschaften“ mit „Lügengespinsten“ und „Intrigen“ verfolgte und dem die „intelligente“, „hübsche“, „blonde“ und „sensible“ Anna zum Opfer fiel, weil er seine „schlechten Charakterzüge“ zunächst vor ihr zu verbergen wusste, so wie es für ihn üblich gewesen sei, „wenn es seinem Zweck und seinem Fortkommen diente“.
- Für den Heimatforscher Hans-Joachim Böttcher, der 2013 die letzte deutschsprachige Biographie Anna Prinzessin von Sachsen (1544–1577) veröffentlichte, hatten beide Ehepartner „schwierige Charaktere“. Anna schildert er als häufig „unbeherrscht“, „selbstherrlich“ (S. 100) und „gereizt“ (S. 109). Auch er nimmt an, dass sprachliche Differenzen eine große Rolle dabei spielten, dass Anna sich am Hof von Breda, wo Französisch und Niederländisch gesprochen wurde, nicht zurechtfand. Vor allem glaubt er mit psychologischem Einfühlungsvermögen, dass der schon nach wenigen Tagen erfolgte Tod ihres ersten Kindes „einen schweren seelischen Zusammenbruch“ (S. 105) hervorgerufen habe und sich durch dieses Ereignis „vermutlich immer mehr ein tiefer seelischer Schaden ausprägte, der als Bindungsarmut anzusehen ist.“ (S. 105) Wilhelm seinerseits ließ aufgrund seines politischen und gesellschaftlichen Engagements seine junge Frau oft alleine und habe für das zunehmend „nervöse“ und „ängstliche“ Verhalten seiner Frau „überhaupt kein Verständnis“ gezeigt (S. 109–110).
- Die US-Historikerin Ingrun Mann legt in der neuesten erschienenen Biographie Anna of Saxony. The Scarlet Lady of Orange (2016) den Fokus wieder auf die Persönlichkeit Annas, die eine starke Frau gewesen sei, sich in einem frühen Beispiel von „woman aberration“ (weiblicher Devianz) den Geschlechterkonventionen widersetzt (S. 2), aber gefangen in ihrer „circular logic“ einen fatalen Hang zu Fehlentscheidungen gehabt habe (S. 190).
- Auch Ingrun Mann sieht ein Problem darin, dass Anna über keinerlei Begabungen verfügte, die sie in den Stand gesetzt hätten, Wilhelms Partnerin zu sein, seinen Haushalt und seine Ländereien während seiner langen Abwesenheit zu verwalten und über außereheliche Eskapaden ein Auge zuzudrücken. Ein unreifer, impulsiver und naiver Teenager sei auf einen selbstsicheren, entschiedenen Mann von Welt, einen glamourösen „grand seigneur“ gestoßen (S. 60–61).
- Einen erheblichen Beitrag zu Annas Problemen habe ihr körperliches Handicap geleistet. Auch wenn man nicht weiß, welche Gebrechen sie genau hatte, sei davon auszugehen, dass sie bei den für das Hofleben bedeutsamen Tänzen nur zuschauen konnte. Ihr Mann hingegen galt als einer der besten Tänzer Europas (S. 130–131).
- Ingrun Mann bezieht auch ehepsychologische Aspekte in ihre Analyse mit ein. Sie zeichnet Wilhelm und Anna als ein junges Paar, dem seine gemeinsamen Probleme über den Kopf gewachsen seien und dem niemand zu Hilfe eilen wollte oder konnte (S. 137).

## Köln. Begegnung mit Rubens. Abkehr von Wilhelm.

Rinkenhof (Lithografie 1824)

Anna wohnte in Köln zunächst mietfrei in einem Haus, das dem ehemaligen Pfennigmeister (Steuerverwalter) ihres Gatten, einem Johann Mohren, gehörte. (Bei ihrem späteren Aufenthalt im Herbst 1570 wohnte sie dann im Rinkenhof bei der Familie Rubens.) Sie brachte im April 1569 auch ein weiteres Mädchen, Emilia, zur Welt.
Anna lebte in Köln „zwar genau und sparlich“, unterhielt aber einen eigenen Hofstaat von 43 Personen, darunter „viel schlechtes und unnützes Gesinde“, wie ein Beauftragter des Kurfürsten vor Ort in Köln die Lage einschätzte. Selbst in Dresden habe man nicht so viele Leute am Hof. Hinzu kamen regelmäßig Gäste, die ebenfalls verköstigt wurden.
Wilhelm schickte ihr von seinem Herbstfeldzug 1568 noch mal Geld, das vom Kloster Saint-Trond stammte, welches seine Truppen überfallen und den dortigen Abt entführt hatten. Aber so was ließ sich auf Dauer nicht wiederholen, zumal der Feldzug später katastrophal scheiterte.
Sorgen machten Gerüchte über Annas Lebenswandel, die bis hin zu Kardinal Granvelle gelangt waren, der genüsslich kommentierte, die Prinzessin nutze wohl die Gaben einer Frau so „wie Gott sie ihr gegeben habe“.
Schon nach kurzer Zeit hatte Anna kein Bargeld mehr. Sie machte sich erneut daran, ihren kostbaren Schmuck und wertvolle Kleidungsstücke weit unter Wert an Pfandleiher zu versetzen, vor allem an den Kölner Kaufmann Peter Regk. Dieser gab für Wertsachen, die auf 16.000–17.000 Taler geschätzt wurden, nur 4000 Taler, und dies nach eigener Aussage auch nur auf der Prinzessin „embsig und vleissig bitten, gesinnen und begehren in ihren hohen anliegenden nöthen“. Anna hoffte, es würde alles von ihren Verwandten wieder ausgelöst. Das geschah aber nicht und wertvollste Utensilien fanden ihren Weg auf den „Grempelmarkt“.
In dieser Zeit bat Wilhelm seine Frau mehrfach, zu ihm zurückzukommen:

„il n’y a chose au monde qui donne plus de consolation que de se voir consoler par sa femme
(es gibt auf der Welt keinen größeren Trost, als durch seine Frau getröstet zu werden)“

Wilhelm war nun nicht mehr „der vornehmste und reichste niederländische Edelmann“, sondern „ein gehetzter Flüchtling, der sich sowohl vor den Anschlägen Albas als auch vor den Nachstellungen seiner um ihren Sold betrogenen Landsknechte und den immer energischer werdenden Forderungen seiner Gläubiger selbst in Dillenburg nicht mehr sicher fühlte“. Einmal musste er sich gar bei seinem Bruder Johann Hosen leihen.
Und die ohnehin schlechte finanzielle Lage der Grafschaft Nassau-Dillenburg war wegen den Aufwendungen für den Krieg in den Niederlanden zusätzlich strapaziert. Dennoch bot ihr auch Graf Johann an, wieder nach Dillenburg zu kommen. Man würde ihr ein eigenes herrschaftliches Haus mitsamt dessen Einkünften geben und ein Gefolge mit 10-12 Personen stellen.
Die Prinzessin machte von den Angeboten zwar insofern Gebrauch, als sie ihr am 10. April 1570 geborenes Mädchen Emilia kurz nach der Geburt zur Pflege an ihre Schwiegermutter Juliane schickte (die anderen beiden Kinder behielt sie bei sich), lehnte es aber ab, selbst zu kommen, was Johann mit den Worten kommentierte, ihr sei alles „zu wenig und verächtlich“.
Anna erklärte, sie wolle sich in Dillenburg nicht wieder „uffrücken“ lassen, sie sei der Grund „für das Verderben ihres Herrn“. Und überhaupt habe sie von Wilhelm und den seinen nicht das zu erwarten, was ihr „von got und rechts wegen“ zukomme, das Haus Nassau sei ihr „schaden und verderben“ und nochmals zu Wilhelm gerichtet: „habe ich nichts guttes von euch zu erwarten“, so schreibt sie in hartem Ton am 6. April 1570. Auch ihre weiteren Briefe in dem Zeitraum zwischen Oktober 1569 und April 1570 waren zunehmend „abschätzig und herablassend“ formuliert.
Nichts vermochte sie umzustimmen, weder Wilhelms eindringliche Hinweise auf seine Lage als Verfolgter, dessen Leben außerhalb Dillenburgs in akuter Gefahr ist, noch seine Hinweise auf ihre eheliche Verpflichtung, ihm beizustehen, und schon gar nicht seine mehrfachen Bitten um ihre Freundschaft und emotionale Unterstützung.
Anna vertraute nun anderen Personen, nämlich Rechtsberatern, die sie selbst ausgewählt hatte. Mit ihnen verfolgte sie im Wesentlichen drei Strategien, um ihre verzweifelte finanzielle Lage zu verbessern und auf Dauer ein in ihren Augen standesgemäßes Leben führen zu können.
Zum einen strengte sie, nachdem Bittschreiben erfolglos waren, einen Prozess gegen König Philipp II. an, mit dem Ziel, ihr die in den Niederlanden nach ihrer Ansicht zustehenden Güter zu erstatten. Diese Anstrengungen blieben jedoch erfolglos. Im Gegenteil hetzte ihr Alba auch noch den Brüsseler „Fiscus“ (Rechnungshof) auf den Hals.
Auch ihr Onkel und Ziehvater Kurfürst August von Sachsen sowie ihr Onkel, der regierende Landgraf Wilhelm von Hessen, die sie beide immer wieder anschrieb, schickten ihr kein Geld, verfassten aber immerhin einige Schreiben in ihrem Sinn und beauftragten ihre Räte, unter anderem beim Kaiser für sie vorstellig zu werden, ebenfalls ergebnislos.
Schließlich versuchte sie, vom Haus Nassau-Dillenburg vorzeitig ihr Wittum (ihre Witwenversorgung) zu erlangen, entweder die vertraglich vereinbarten Geldzahlungen oder die Grafschaften Hadamar bzw. Diez. Auch hier hatte sie keinen Erfolg, da Dillenburg kein Geld hatte und ihr Wittum auch erst nach Ableben ihres Mannes fällig war. Ihre Argumentation war hingegen, schon jetzt könne ihr Mann nicht mehr für sie sorgen. So oder so war niemand, der Einfluss hatte, interessiert, sie finanziell nachhaltig zu unterstützen, solange sie mit ihrem eigenen Hofgefolge in Köln residierte.
Den ersten ihrer Rechtsanwälte, Johann Betz aus Mecheln, einen ehemaligen Vertrauten ihres Mannes, engagierte sie im April 1570. Er gab sein Mandat im Juni 1570, ohne Ergebnisse erzielt zu haben, selbst zurück, hatte aber bereits 200 Goldkronen verwendet, für die Anna wieder 80 „Gulden Knop“ (goldene, teilweise mit Diamanten besetzte Knöpfe) versetzt hatte. 500 weitere Gulden hatte er vom Kurfürsten von Sachsen erhalten.
Der zweite Berater war Jan Rubens (1530–1587). Dieser war in Antwerpen Schöffe (Ratsherr, Richter) gewesen. Als Vertreter der niederländischen Stände war er eigentlich ein Verbündeter Wilhelms und war wie dieser vor der Verfolgung durch Albas „Blutrat“ geflohen. Einer seiner später geborenen Söhne war der berühmte Maler Peter Paul Rubens (1577–1640).

## Anna und Rubens
Im Sommer 1570 wurde die finanzielle Lage Annas so unhaltbar, so dass sie ihre eigene Residenz in Köln aufgeben musste und auf das Schloss Siegen zog. Siegen war damals die zweite Residenz der Grafschaft Nassau-Dillenburg.
Von Mai 1570 bis Januar 1571 kam es nochmals zu mehreren kurzen Treffen der Eheleute Anna und Wilhelm, unter anderem in Heidelberg, Siegen und Dillenburg. Anna selbst hielt sich auch in Kassel, Marburg, Gießen und Frankfurt auf, dabei häufig begleitet von Jan Rubens, den sie im Mai 1570 engagiert hatte und der sie auch vor Ort in Siegen aufsuchte. Rubens kümmerte sich weiterhin um den Verkauf ihrer Kleinodien.
Es gab eigentlich den Plan, für Anna und Wilhelm in Erfurt einen Wohnsitz einzurichten. Hessen, Sachsen und Nassau wollten dies zusammen finanzieren. Doch dazu kam es nicht.
Die Beziehungen zwischen Anna und Rubens waren mittlerweile so eng, dass Annas beide Kinder im Herbst 1570 bei der Familie Rubens in Köln wohnten – ohne ihre Mutter. Und das häufige Zusammensein von Anna und Rubens fiel zunehmend auf.

„Ihr intimer [hier: enger] Verkehr konnte bei der zahlreichen Umgebung Annas, bei dem lebhaften Verkehr, der zwischen Dillenburg und Köln und zwischen Siegen und Dillenburg stattfand, nicht unbemerkt bleiben – auch nicht für Wilhelm und seinen Bruder Johann.“

Eine solche enge Beziehung und wahrscheinlich auch ein sexuelles Verhältnis mit dem Gerichtsschöffen aus Antwerpen einzugehen, war für beide, den verheirateten 40-jährigen Bürger Jan Rubens und die 25-jährige Prinzessin von Oranien, ein hochriskantes Spiel, so urteilt die US-Historikerin Ingrun Mann.

„Anna must have realized that she was about to embark on a dangerous journey that could spell ruin and societal disgrace [but] Anna proceeded to gamble her life and honor away by giving into her feelings.“

Hans Kruse vermutet, dass bereits zur Jahreswende 1570/71 ein Verdacht vorlag und der Briefwechsel zwischen Anna und Rubens kontrolliert wurde. Anfang März 1571 wurde Jan Rubens vor den Toren von Siegen verhaftet und wenige Tage später nach Dillenburg gebracht.
Die Anklage lautete: Ehebruch. Ehebrecherische Beziehungen war in der Frühen Neuzeit keineswegs eine große Seltenheit. Historiker haben herausgefunden, dass es insbesondere im 16. Jahrhundert zahlreiche dieser unerlaubten Kontakte gab und dass sie in dieser Zeit auch häufig von Frauen ausgingen. Dennoch wurden diese Handlungen, sofern sie entdeckt und zur Anzeige gebracht wurden, streng bestraft, bis hin zur Todesstrafe.
Anna ließ man zunächst im Ungewissen. Voller Sorge schrieb sie in einem ihrer Briefe, der wie viele andere abgefangen wurde und jetzt im Königlichen Archiv in Den Haag lagert:

„Ruebens, ich kan mich nicht genuncksam verwundern, das ich auf alle die briefe, so ich Euch schicke, das welche diser der firde ist, kein andtwordt habe. (…) Ich bin in großen sorgen, das euch einig unglück ist gebordt (…). euer gutte freundin Anna von Sachsen.“

Rubens gestand nach einem „scharfen Verhör“ detailliert, eine über Monate dauernde sexuelle Beziehung mit der Prinzessin gehabt zu haben. Anna gestand nach einigem Widerstand ebenso; man hatte ihr versprochen, Rubens zu schonen. Dieser kam ins Gefängnis, Anna wurde unter Hausarrest gestellt, nachdem sie einer Auflösung der Ehe zugestimmt hatte.

## Debatte über Ehebruch – Fakt oder „nassauische Verschwörung“?
In den letzten Jahren wurde in zwei Veröffentlichungen die Frage gestellt, ob tatsächlich Ehebruch stattgefunden hatte.
Die deutsch-australische Autorin Maike Vogt-Lüerssen und der sächsische Heimatforscher Hans-Joachim Böttcher konstruieren eine großangelegte nassauische Verschwörung gegen Anna.
Beide behaupten unisono, Wilhelm von Oranien habe, um mit seinen Aufstandsplänen in den Niederlanden weiterzukommen, eine kalvinistische Frau heiraten müssen, die in Person von Charlotte von Bourbon-Montpensier schon bereit gestanden habe. Deshalb habe er zusammen mit seinem Bruder Johann einen „tückischen Plan“ ausgeheckt, der Anna und Rubens ins Verderben stürzte und Wilhelm eine weitere Heirat ermöglichte.
Vogt-Lüerssen stützt sich dabei wieder auf ihre Annahmen über den schlechten Charakter von Wilhelm von Oranien, der „vor keiner Lüge und vor keinem Verrat zurückschreckte“ und dem „unzählige Lügen nachgewiesen“ worden seien. Anderen Personen, die Aussagen über Annas lockeren Umgang mit Männern machten, sei von Anna vorgeworfen worden, man habe sie „bestochen“, um „Lügengeschichten über sie zu erzählen“. Anna sei ein Opfer nassauischer Machtpolitik gewesen, aber eine Frau, die für ihre und Rubens’ Ehre „unermüdlich kämpft“ und deren Verhalten von „reiner Nächstenliebe“ bestimmt war.
Böttcher führt auch an, dem Paar Anna–Jan sei es über ein halbes Jahr hinweg wegen der Anwesenheit von Annas Dienerschaft gar nicht möglich gewesen, einmal alleine zu sein. Gerade das hatte aber der Dillenburger Rat Schwarz in einem Memorandum an den hessischen Landgrafen vom 6. März 1572 Anna und Rubens vorgeworfen, „die bewußten Werke gar so groblich gesucht und gedrieben, das auch ihr Gesinde und etliche vornehme Personen solchs etlichemal selbst gesehen“ hätten. Schließlich habe man an den Höfen des Reiches bis in die Einzelheiten („particulariteten“) davon geredet, nur der „beleidigt“ selbst (Wilhelm) habe es noch nicht gewusst.
Böttcher konzediert, man könne „allerdings annehmen“, dass es zu einem „Techtelmechtel“ (S. 198) gekommen sei.
Die letzte erschienene, große Biographie Anna of Saxony (2016) der US-amerikanischen Historikerin Ingrun Mann geht in einer quellengesättigten Argumentation davon aus, dass sich zwischen Anna und Rubens eine „full-blown sexual relationship“ entwickelt hatte.
Der Aussage von Vogt-Lüerssen, Rubens habe eine „sehr glückliche Ehe“ geführt und schon deshalb kein Interesse daran gehabt, mit der sächsischen Prinzessin zu schlafen, wird mit einer Reihe von emotionalen und psychologischen Hinweisen begegnet, warum der 14 Jahre ältere „ambitionierte Advokat“ durchaus an der jungen, sich vernachlässigt fühlenden Prinzessin Gefallen finden konnte.
Schließlich ist die Frage, ob ein Geständnis, das bei einem „scharfen Verhör“ erzielt wurde, zu dem auch das Zufügen von Schmerzen gehören konnte, die Wahrheit beinhaltet – wie man damals annahm – oder ob – wovon Vogt-Lüerssen und Böttcher ausgehen – der Verhörte einfach sagte, was die Ankläger hören wollten. Rubens musste aber als Gerichtsschöffe, der nach eigener Aussage in Antwerpen selbst in solchen Fällen Todesurteile gefällt hatte, klar sein, dass ein Geständnis unter normalen Umständen seine Hinrichtung bedeutete.
Bei einer weiteren ausführlichen Vernehmung, diesmal nicht in „scharfer“ Form fügte Rubens seiner Aussage viele weitere Details hinzu. Anna selbst schwankte beständig zwischen Zornausbrüchen und Schuldbekenntnissen. Am 22. März 1571 schrieb sie an Rubens:

„A! a! ruebens, ruebens wie hat euer Zunge so liberal gewest, zu publicieren euer und meine schandt. Ich hedt euch solches nicht beithraudt, ich mag denken und mich darmitt verthrosten, das es also Gottes Wille ist gewest.“

Jan Rubens war bis zu seiner Begnadigung im Mai 1573 in Dillenburg im Gefängnis, durfte ausgiebig lesen und schreiben, überstand die Zeit auch einigermaßen und „körperlich noch ganz in Ordnung“, wie er seiner Frau Maria Pypelinckx mitteilte.
Aus dem Gefängnis schrieb er Maria mehrere Briefe voller Reue und Schuldgefühle, wünschte sich gar den Tod herbei und zeichnete mit: „Dein unwürdiger Mann.“ Für diese Formulierung kritisierte ihn Maria, die ihm ausdrücklich seinen „Fehltritt“ gegen sie verzieh. Wäre Jans Geständnis nur erzwungen gewesen, wäre dieser oft als besonders eindrucksvoll beschriebene Briefwechsel, der sich über Jahre hinzog, kaum möglich gewesen.
1573 durfte Jan Rubens das Gefängnis verlassen und mit seiner Familie als religiöser Flüchtling weiter im nassauischen Siegen wohnen, aber die Stadt nicht verlassen. Er wohnte mit seiner Familie im sogenannten Brambach-Haus, nur rund 100 m unterhalb des Schlosses. Anna war ein halbes Jahr vorher nach Beilstein gebracht worden, sonst hätten sie sich zuwinken können. In Siegen wurde auch Jans und Marias Sohn Peter Paul Rubens geboren.

## Siegen

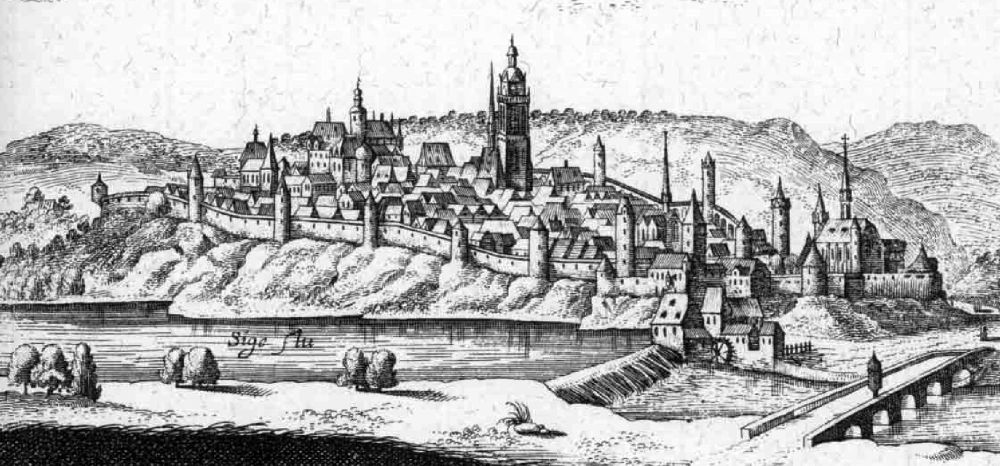
Siegen – Auszug aus der Topographia Hassiae von Matthäus Merian, 1655

Anna verblieb bis zum 1. Oktober 1572 mit eigenem Personal unter Hausarrest im Schloss Siegen, wo sie auch am 22. August 1571 ihr Kind Christine zur Welt brachte, das von Wilhelm nicht anerkannt wurde. Christine wurde vom Haus Nassau eine standesgemäße Erziehung, ein Aufenthalt in einem angesehenen Kloster und eine hohe Leibrente zugesprochen. Sie heiratete einen nassauischen Burggrafen und lebte über 30 Jahre in Langendernbach im sogenannten Hofhaus.
Anna hatte auf Schloss Siegen eigene Räumlichkeiten für sich und ihr Gesinde sowie die erforderlichen Lebensmittel und Wein, die von Graf Johann bezahlt wurden. Vom Kurfürsten von Sachsen und vom Landgrafen von Hessen ging regelmäßig Geld für sie ein (beide hatten sich zur Zahlung von 3000 Talern verpflichtet).
Täglich führte sie Korrespondenz. Dabei schrieb sie regelmäßig an Johann und Wilhelm. Sie äußerte den dringenden Wunsch, von Siegen und vom Westerwald wegzukommen und nach Duisburg oder Köln zu ziehen (wo sie Rubens nach seiner Entlassung hätte nahe sein können), was jedoch von allen Beteiligten strikt abgelehnt wurde. Vor allem wollte sie aber, dass Rubens frei kam, da es sich um eine „durch mich verursachte Uebertretung“ gehandelt habe.
Ein besonders gutes Verhältnis baute sie zu ihrem Schwager Graf Johann und dessen angesehenem Rat Jakob Schwarz (1527–1582) auf. Johann bezeichnete sie einmal als ihren „einzigen Heiland in dieser Welt“. Schwarz war für Anna ein wohlmeinender Berater und versuchte immer zu vermitteln. Der gesundheitlich angeschlagene Mann reiste sogar im Dezember 1571 zum hessischen Landgrafen nach Kassel, um ihm ein Bittgesuch Annas zu überreichen. Er musste 10 Tage warten, bis er überhaupt vorgelassen wurde.
Leider zerbrachen auch diese Beziehungen nach kurzer Zeit. Anna bezeichnete Johann als „dat menchin“, auf das sie soviel gebe wie „ob ein furtzs“. Schwarz bezichtigte sie des Missbrauchs von Dokumenten und nannte ihn einen „verrather, boswicht und schelmen“.
Annas Gesundheitszustand verschlechterte sich weiter. Der Alkoholkonsum muss noch zugenommen haben. Es wird berichtet, sie habe mit Männern getrunken, bis diese nicht mehr aufstehen konnten. Einmal sei sie volltrunken fast in ein offenes Feuer gefallen. Gerne zechte sie auch bis abends spät mit dem Pfarrer Bernhardi und erregte Mutmaßungen über weitergehende Beziehungen mit dem lutherischen Geistlichen, der unter anderem wegen Trunkenheit nach Siegen strafversetzt worden war und nun gleich wieder das Missfallen seines Dienstherren erregte, weil er in einem Gasthaus die Unterstützung der kalvinistischen Niederländer als „rechtswidrig“ bezeichnete.
Erstmals tauchen Berichte von Gewalttätigkeiten Annas gegen ihr Personal auf. So habe sie ihren Diener Jacques Charlier dermaßen geschlagen, dass er aus Nase und Mund blutete, und ihm gedroht, ihn mitsamt seiner Frau, die sie als „dicke hure“ bezeichnet habe, und seinen Kindern umzubringen. Auch ihre Magd Ursel schlug sie nach Annas eigener Aussage so, dass diese noch eine Zeit lang „die Zeichen“ davon mit sich trug. Anderes Personal, von ihr mit dem Henker bedroht, flüchtete bis nach Dillenburg. Ihre Hofmeisterin Frau von Risor verließ sie endgültig.
Bei den häufigen Wutausbrüchen Annas flogen Speisen und Geschirr durch die Gegend, begleitet von heftigen, obszönen Flüchen. Weiterhin berichtete ihre Magd von Selbstmordversuchen und dass Anna scharfe Gegenstände horte, mit denen sie dem Grafen Johann an den Hals wolle.
Man erkennt auch erste Wahnvorstellungen, wenn Anna zum Beispiel behauptete, Wilhelm habe von draußen ihr Schlafzimmer beschossen. Ihre letzte verbliebene Magd Dorothea Burkmann wollte weg von ihrer Herrin, aus Angst vor den Redensarten Annas, ihre Diener wollten „ihr blutt saugen“ und auch der Landgraf „sei so durstig nach ihrem blutt“. Angst machten Frau Burkmann auch die Erzählungen der Prinzessin, die ständig von Liebschaften schwärme und von jungen Knechten und Mönchen, die es in Köln gebe. Ein anderes Mal wolle sie aber wieder „wie eine Nonne“ leben.
Als mehrere Fluchtversuche Annas scheiterten, für die sie unter anderem Dorothea Burkmann und deren Mann einspannen wollte, habe sie diese beiden mit Fäusten und Holzscheiten geschlagen. Deshalb wollte Frau Burkmann, die schon für Annas Eltern gearbeitet hatte und deren Berichte von anderen Zeugen bestätigt wurden, ihrer Herrin nicht mehr dienen.

## Am Vorabend von Beilstein
Anna von Sachsen nahm von ihrem Mann Wilhelm von Oranien in einem vom 12. Mai 1572 datierten Brief mit bitteren Worten endgültig Abschied, als ihr klar wurde, dass dieser nicht mehr gewillt war, sie zurückzunehmen und auch ihre Schreiben nicht mehr beantwortete:

„Elas, Elas, wie soll ich in der ewigkeyt müssen beklagen, das ich je dem rath von dem Churfürsten zue Sachsen gevolgt habe, und das ich je auf E. L. mich betrauwet habe, dan das ist ursach, das ich habe veloren leyb, Seel, Ehre und guth.“

Zu dieser Zeit bereitete sich der Prinz von Oranien darauf vor, wieder in die Niederlande zu gehen, um den Kampf mit Albas Truppen erneut aufzunehmen. Am 9. Juli 1572 erreichte er den Rhein und würde weder Anna, noch Dillenburg und Siegen je wiedersehen.
In diesen Jahren war die Lage nicht nur des Prinzen von Oranien, sondern auch seiner Brüder, der Grafschaft Nassau-Dillenburg und des gesamten niederländischen Freiheitskampfes verzweifelt und fast hoffnungslos. Mehrere intensiv vorbereitete militärische Aktionen scheiterten kläglich, weil die spanischen Elitetruppen den Soldaten Wilhelms und seiner Verbündeten deutlich überlegen waren. Wilhelms Bruder Adolf war schon 1568 gefallen, seine Brüder Ludwig und Heinrich sollten bei der Schlacht auf der Mooker Heide 1574 fallen. Sein letzter verbleibender Bruder, der regierende Graf Johann VI. sah sich – vor allem aufgrund der Unterstützung des Kampfes der Niederländer gegen Spanien – einer extrem hohen Verschuldung seiner Grafschaft ausgesetzt, die über Jahre existenzbedrohende Ausmaße annahm und ihm, seinen Beratern und seinen Untertanen viele Opfer abverlangte. Auch deshalb war der Wille, sich auch noch mit den Problemen der sächsischen Prinzessin im eigenen Haushalt auseinanderzusetzen, nicht mehr vorhanden.
Auf Anna wartete jetzt eine Veränderung. Wilhelm schrieb an Kurfürst August von Sachsen und klärte ihn erstmals über die Vorwürfe gegen Anna auf. Gleichwohl habe er Anna als Christ verziehen. Es gelte nur, einen Aufenthaltsort für sie zu finden. Nach einer umfangreichen und äußerst langwierigen Korrespondenz zwischen Nassau, Sachsen und Hessen wurde die nassauische Residenz Schloss Beilstein, je nach Sichtweise ein „luftig gesunder orth“ (Dillenburger Rat Schwarz) oder abgelegener „Nassau outpost“ (US-Historikerin Ingrun Mann) als Annas zukünftiger Aufenthaltsort festgelegt. Hier wolle man ihr 5–6 Räume zur Verfügung stellen, und sie könne mit ihrem ganzen Gefolge, „Hofmeister, Hofmeisterin und Mägden darin tamquam in libera custodia leben können“ (Schwarz). Insgesamt hatte man an ca. 12–14 Personen Dienstgefolge für sie gedacht, das aufgrund des Umgangs der Prinzessin mit ihrem Personal allerdings schwer zu rekrutieren war. Die Fenster des Schlosses seien vergittert und die Ausgänge bis auf einen vermauert – um Fluchtversuche zu unterbinden.
Das Schloss wurde von einer Delegation besichtigt und für tauglich befunden. Anna wollte allerdings lieber sterben als nach Beilstein zu gehen und griff nach einem Messer, das ihr abgerungen werden konnte. Als heraus kam, dass sie einen (abgefangenen) Brief voller Anschuldigungen gegen Wilhelm und nassauische Amtsträger an Herzog Alba geschrieben hatte, mit dem ihr Mann sich in einem Kampf auf Leben und Tod befand, hatte die nassauisch-sächsisch-hessische Delegation endgültig genug und Anna musste in die Übersiedlung nach Beilstein einwilligen, die am 1. Oktober 1572 stattfand.

## Beilstein

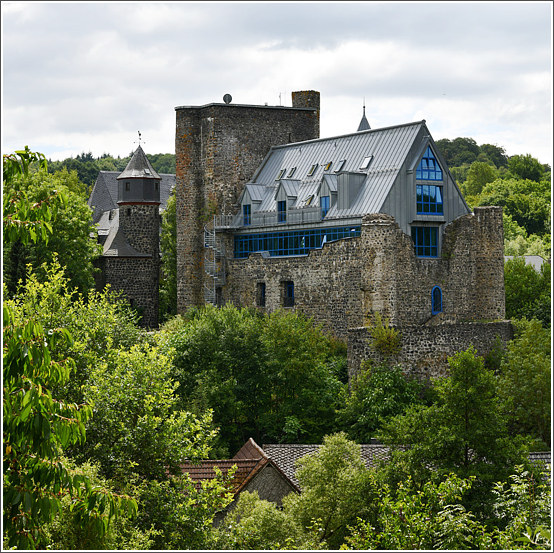
Schloss Beilstein im Juli 2018.

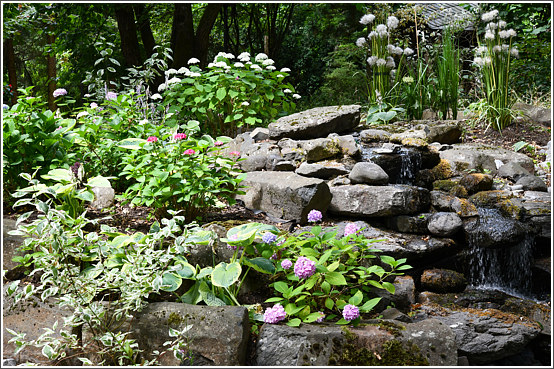
Schloss Beilstein Teil des Schlossgartens

Die drei langen Jahre in Beilstein von 1572 bis 1575 sollten für Anna eine harte Zeit werden. Sie befand sich in einem kleinen Städtchen mit rund 150 Einwohnern, saß mit „gewalt und violence“ gefangen in einem Schloss am Rande des ihr verhassten Westerwaldes („in dis westerwaldt“) und musste endgültig realisieren, dass ihre Welt, die sie kannte, die fürstlichen Höfe, die Festessen, die Ehrerbietung für eine hochgestellte sächsische Prinzessin, untergegangen war.
Schon der Start war denkbar schlecht. Ein großes Thema war nämlich wieder Jan Rubens. Anna redete sich wiederholt in Rage, schrie und zeterte, verwickelte sich dabei in Widersprüche, schimpfte Rubens einen „verredterischen bösewicht“, der „gelogen“ habe und dem sie den Strick an den Hals wünschte. Erstmals wurde ihr angedroht, sie einmauern zu lassen.
Schließlich wurde Jan Rubens schon am 2. Oktober 1572 nach Beilstein vorgeladen und brachte vor den Gesandten erneut ein ausführliches Geständnis vor.
Als der von Sachsen, Hessen und Nassau mit strikten Angaben zur Aufsicht über Anna versehene Hofmeister (eine Art Verwaltungsleiter) kam Magnus von Rosenfeldt, genannt „Heyer“, der in Kassel der Landgräfin von Hessen gedient hatte, „kein sonderlich gebildeter Mann“, so Hans Kruse. Dazu wurde von Nassau ein Personal von etwa 12–14 Dienern und Mägden gestellt, auch überwiegend sehr einfache Menschen, darunter mehrere „Weibspersonen“, die in der Kammer bei ihr schliefen. Das war zwar üblich, es ging aber auch um Kontrolle. Die zunächst versprochenen adeligen Frauen, mit denen Anna speisen sollte, erschienen hingegen nicht. Zu den Verhaltensmaßregeln des Hofmeisters gehörte, darauf zu achten, dass nach dem Essen sofort die Messer verschwanden.
Trotz allem wäre es möglich gewesen, noch ein halbwegs erträgliches Leben zu führen. Anna hatte elf Kisten mit ihrem Eigentum mitnehmen können, hatte ihr Gesinde und zum Essen (das ihr allerdings zu grob war) gab es Wein. Sie hatte ihr Kind bei sich, konnte Predigten von einem Prädikanten hören (die sie allerdings ablehnte), mit Begleitung im Schlosspark spazieren gehen und auf bessere Zeiten hoffen.
Aber die wenigen Dokumente, die es von den drei Jahren in Beilstein gibt, zeigen Anna als eine schwer kranke Frau, die stark alkoholabhängig und suizidgefährdet war, häufig geistig verwirrt zu sein schien und die Kontrolle über sich verlor. Professionelle Hilfe für einen solchen Menschen gab es zu dieser Zeit nicht.
Es ging in Beilstein recht derb zu, wie man es auf dem Westerwald auch erwartet hätte. Und kamen auf Annas Beschwerden aus Dillenburg und Kassel zunächst noch freundliche Antworten und suchte man, auch Verbesserungen herbeizuführen (Landgraf Wilhelm schickte ihr z. B. einen seiner Köche), verlief ihre Kritik zunehmend im Sande, ja, traf auf Unwillen. Vom Landgrafen von Hessen hieß es, es hätte für sie auch viel schlimmer kommen können und dann müsste sie „ein hertter nußlein beißen“ und sie solle nicht „nochmals einen scharfen Weg verursachen“ – prophetische Vorhersagen.
Immer wieder ging es um das Essen. Kranke, halbrohe Hühner kämen auf den Tisch. Am Anfang bekam sie zur Aufbesserung noch Fässer mit eingelegtem Wildfleisch aus Kassel, aber auch diese Lieferungen schienen nach einem Jahr auszubleiben. Es sei so arg mit ihrer Verpflegung, so Anna in einem Brief, dass sie sich selbst Käse kaufen müsse und eine Frau aus Beilstein ihr aus Mitleid ein paar Äpfel geschenkt habe. Aus Dillenburg hätte sie einmal die Antwort bekommen:

„wil ich nicht fressen, was man mihr vorsetzt, so mag ich es lassen stheen, was ich nicht fresse, das hät ich hinten nicht queidt zu werden.“

Die Klagen über das Essen waren wahrscheinlich übertrieben. So besorgte man ihr sogar Fisch und Krebs und die zwei Bäcker, die auf dem Schloss beschäftigt wurden, fuhren zum Einkauf bis nach Dillenburg.
Am 5. Februar 1575 antwortete ihr der hessische Rat Jörg von Scholley und riet ihr dringend, sich „nach den Leuten und nach der Zeit zu richten“. Insbesondere könne sie froh sein, dass die Nassauer sich so um sie bemühten und auch noch ihre Kinder auf eigene Kosten groß zögen. Johann würde sie auch wieder zu sich auf Schloss Dillenburg nehmen, weil er sich ihre Unterhaltung in Beilstein nicht mehr leisten könne. In Dillenburg habe sie auch mehr Gesellschaft und die „Fama“ werde eher vergessen werden. Anna wollte aber nach Köln oder Frankfurt.
Dann gab Scholley ihr noch eine düstere Warnung. Sie solle sich mit den Nassauern „nicht in einen Gegensatz bringen“. Wenn der Kurfürst von Sachsen (ihr Onkel) sie in die Hände bekäme, würde er sie „vermauern“, dass sie „nimmermehr Sonne und Mond“ sehen würde.
Aber auch so hatte Anna einiges zu ertragen. Auf Schloss Beilstein herrschte eine „vergiftete Klatsch- und Schimpfatmosphäre“. Der nassauische Beamte Gottfried, selbst ein uneheliches Kind von Wilhelms Vater, habe ihr zugerufen, als sie am Fenster gestanden habe:

„Prinzessin, du bist eine Hure, jau! jau!“

Im März 1575 wurde bekannt, dass Wilhelm von Oranien wieder heiraten wollte, vier Jahre nach der endgültigen Trennung von Anna und im Alter von 42 Jahren. Eine Wiederverheiratung unter den Umständen, dass die Ehefrau noch lebte, war nach in Nassau als auch in Sachsen gültigem Recht nicht möglich und so hagelte es Kritik von allen Seiten, nicht nur aus Sachsen und Hessen, sondern zunächst auch von Graf Johann und Wilhelms Mutter Juliane, welche später einlenkten.
Wilhelm neigte aber bereits seit 1572/73 der kalvinistischen Konfession zu und ein Gremium reformierter Geistlicher in den Niederlanden ließ die Scheidung als gültig erklären. Bereits einen Tag später, am 12. Juni 1575, heiratete er Charlotte de Bourbon, eine aus einem Kloster in der Nähe von Paris geflohene Nonne, die ebenfalls zum Kalvinismus konvertiert war. Die Ehe sollte „vorbildlich und liebevoll“ (Böttcher) werden.
Die Heirat führte zu ernstlichen diplomatischen Verstimmungen zwischen Sachsen und Hessen auf der einen Seite und Nassau, der Pfalz und sogar Frankreich auf der anderen Seite. Brandenburg wurde ebenfalls miteinbezogen. Alle wollten nichts damit zu tun haben und alle wollten abgeraten haben. Die Sache sollte im Oktober 1575 sogar auf dem Reichstag in Regensburg vorgebracht werden.
Dazu kam es zwar nicht, aber Kurfürst August von Sachsen forderte nun nicht nur die Mitgift von Anna zurück, sondern auch als ihre Witwenversorgung eine der nassauischen Grafschaften Diez oder Hadamar. Wilhelm von Oranien warf er vor, in Bigamie zu leben und seinerseits die Ehe gebrochen zu haben. Anna selbst solle sofort aus Nassau herausgeholt und in Hessen untergebracht werden. Letzteres lehnte der Landgraf von Hessen ab.
Daraufhin beschloss Kurfürst August am 15. November 1575, Anna nach Sachsen zurückzuholen. Das war nicht nur Annas größter Alptraum, sondern sollte auch ihr Todesurteil sein.
Am 2. Dezember 1575 erneuerte Graf Johann VI. zwar das Angebot, Anna wieder auf Schloss Dillenburg aufzunehmen. Das wollten aber jetzt die Fürsten von Dresden und Kassel nicht mehr. Es hätte Annas Leben retten können.
Ihr Gesundheitszustand hatte sich in den letzten Monaten nochmals drastisch verschlechtert. Sie wirkte immer verwirrter, ließ zum Beispiel ihre Mägde immer wieder die Koffer ein- und wieder auspacken, weil sie nach Frankfurt wolle. Sie zitterte am ganzen Leib und habe Schaum vor dem Mund. Sie trank noch mehr Alkohol als vorher, hauptsächlich stark mit Zucker versetzten Wein. Um wieder zu Kräften zu kommen, nahm sie Unmengen Olivenöl ein, wovon es ihr noch schlechter ging, wie die Quellen berichten.
Die Verhandlungen zwischen August, dem Kurfürsten von Sachsen und Wilhelm, dem Landgrafen von Hessen, zur Überführung von Anna nahmen teilweise abenteuerliche Formen an. So wurde ernsthaft erwogen, Rubens zu entführen. Der „Kölnische Schöffe“ habe Freigang und man könne seiner leicht habhaft werden, damit er von den Nassauern nicht zum Plaudern gebracht werde.
Schließlich erschien am 12. Dezember 1575 eine Delegation von sächsischen und hessischen Gesandten bei Anna in Beilstein. Die Verhandlungen mit ihr zogen sich über sechs Tage hin, wobei sie auch Messer ergriff, damit den Gesandten und auch mit Selbstmord drohte. Schließlich mussten ihre Mägde sie mit Gewalt ergreifen und sie in „einen brabantischen Reisewagen mit acht Kutschpferden“ setzen, den Graf Johann ihr als letzten Dienst auf ihre Bitten hin zur Verfügung gestellt hatte. Am 19. Dezember 1575 brach die traurige Karawane auf.

## Zeitz

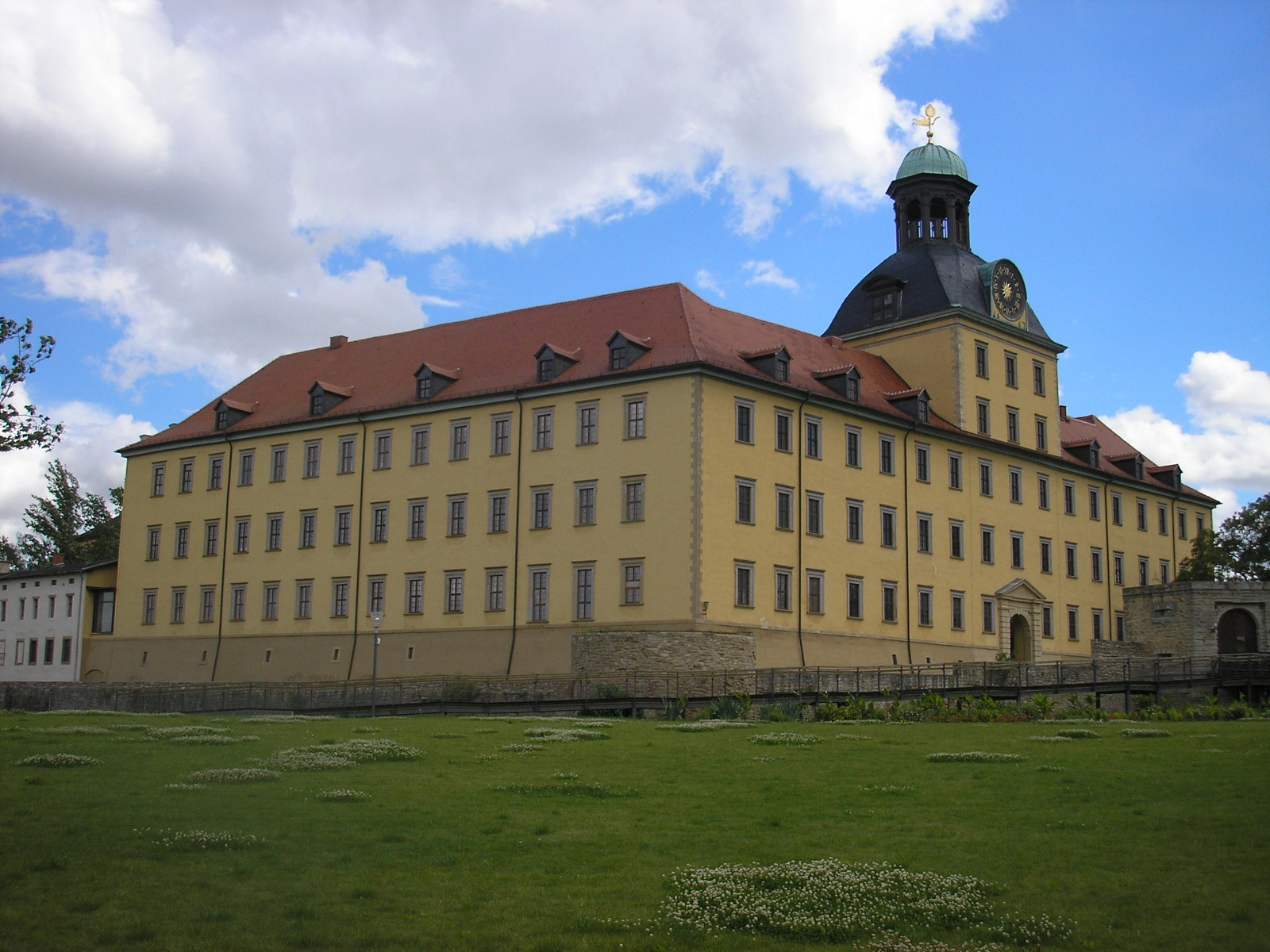
Schloss Moritzburg in Zeitz

Über mehrere Stationen fuhren die sächsischen und hessischen Gesandten mit Anna zunächst bis nach Zeitz, wo sie Mitte Januar 1576 eintraf. Dort wurde ihr eröffnet, sie solle nach Rochlitz gebracht werden, einer sächsischen Nebenresidenz. Auf heftigen Widerstand hin verblieb Anna aber in Zeitz, wo sie ein weiteres Jahr verbrachte. Wo sie genau untergebracht war, geht aus den Quellen nicht hervor. Anzunehmen ist, dass sie im Schloss Moritzburg (im „Hintergemach“) wohnte, wo Amtmann Wolff Bose und seine Frau auf sie aufpassen sollten.
Anna hatte jetzt nur noch zwei Mägde und einen Küchenjungen bei sich, wurde aber von der Schlossküche nach fürstlichen Standards versorgt. So bestand am 27. Februar die Mittagstafel aus folgenden Gerichten: „Ein Supp, Rindtfleisch, Treugefisch, Gebratenes, ein Hain und Kelberbraten, Kalbfleisch, Grünlachs, ein Hirsmus, Sauer Schweinsklauen, Kes, Kuchen und Obst.“ Am selben Tag wurden zum Abendmahl gereicht: „Ein Salat, Backfisch, Gebratenes, ein Kaphan und rinde braten, Kalbfleisch mit Eiern und Petersilgen, ein Apfelwecken, Ein Henn in einer brue, Kes und Obst.“
Der Umgang mit Anna gestaltete sich aber zunehmend so, dass niemand mehr dafür gewonnen werden konnte. Wolff Bose klagte: „Anna sauffe sich alle Tage voll, und wenn man ihr nicht so viel Wein gibt, als sie will, werde sie gar rasend und lasse solche ehrenrürige, böse, verdrießliche Worte von sich laufen, daß es ihm im Herzen wehe tue. Wenn er komme, um zum guten zu reden, laufe sie vor ihm in die Kammer, verschließe sich und belle durch die Türen wie ein böser Kettenhund.“ Sie habe ihm gesagt, „sie wolle ihm, seinem Weibe und seinen Kindern das Herz im Leibe abstechen.“ Tatsächlich griff Anna den Beamten auch mit Messern in jeder Hand an, die er ihr nur mühsam abringen konnte. Seine Frau war auf den Speicher geflüchtet. Hans Kruse urteilt, Anna sei nun zu einer „gemeingefährlichen Wahnsinnigen“ geworden.
Nach diesen Vorfällen ordnete der Kurfürst die Überführung Annas nach Dresden an.

## Letztes Jahr in Dresden und Bestattung in Meißen

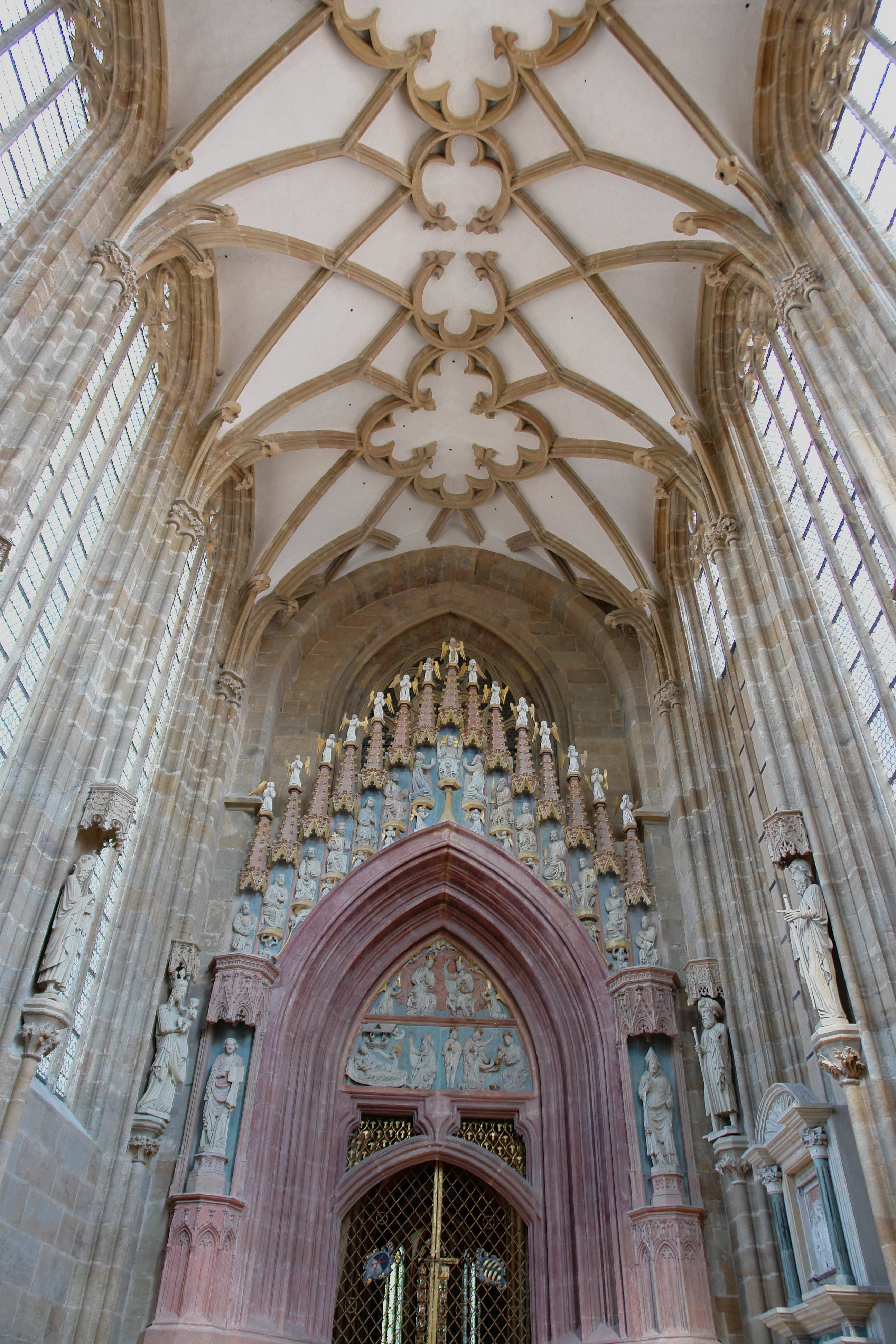
Die Fürstenkapelle des Meißner Doms: letzte Ruhestätte der Anna von Sachsen.

Am 22. Dezember 1576 traf Anna in Dresden ein. Sie erhielt im Schloss zwei Räume zugewiesen, deren Fenster vergittert und deren Tür fest verschlossen war, so dass nur eine Durchreiche blieb. So lebte nun die Prinzessin, die vor nicht einmal 15 Jahren „mit rauschenden Festen aus ihrer Heimat geleitet worden war“, noch ein weiteres Jahr.
Es gibt nur noch wenige Dokumente über diese Zeit. Priester berichteten, sie sei häufig bettlägerig und litt wohl an von der Gebärmutter ausgehenden Dauerblutungen. Sie esse kaum noch, nehme nur Brot, Wein und Bier zu sich, und sei extrem verwirrt, rede unflätig gegen ihre Tochter und beschimpfe die Geistlichen. Sie verweigere das Abendmahl mit den Worten: „Die Sünde ihrer Feinde sei tausendmal größer als die ihre.“
Ein am 11. Dezember 1577 eingereichtes gemeinsames Gutachten mehrerer sächsischer Räte und Hofgeistlicher suchte noch nach Mitteln „gegen Melancholie oder Manie“ und riet, entsprechende Ärzte zu konsultieren. Es war jedoch zu spät. Am 18. Dezember 1577 verstarb Anna von Sachsen im Alter von 32 Jahren.
Mit großem Glockengeläut und unter Beteiligung von Adel und Bürgerschaft wurde die Prinzessin wenige Tage später im Meißner Dom bestattet. Die Regentenfamilie selbst nahm an der Zeremonie anscheinend nicht teil. Die Grabstätte befindet sich noch heute (ohne eigene Grabplatte) direkt rechts vom Eingang der Fürstenkapelle des Meißener Doms.
In seinem Kondolenzschreiben an Kurfürst August von Sachsen schrieb Landgraf Wilhelm von Hessen unter Hinweis auf Annas Lebensgeschichte, den frühen Verlust von Vater und Mutter sowie ihre Ehe,

„dass wir sie schier die ellendste vnd vnglückseligste under andern je geborenen fürstlichen Kindern nennen mogenn“

## Nachkommen
- N.N., ein Mädchen (* 31. Oktober 1562; † wenige Tage später)
- Anna (1563–1588) – 1587 verheiratet mit Graf Wilhelm Ludwig von Nassau-Dillenburg (1560–1620), Sohn von Johann VI. von Nassau-Dillenburg
- Moritz (* 8. Dezember 1564; † März 1566)
- Moritz (1567–1625), Statthalter der Niederlande
- Emilia (1569–1629) – 1597 verheiratet mit Emanuel (I.) von Portugal (1568–1638)
- Christine, genannt von Diez (* 22. August 1571; † um Weihnachten 1637 in Benfeld), mit Jan Rubens.

## Verwendete Literatur

### Anna von Sachsen
- Hellmut Kretzschmar: Anna. In: Neue Deutsche Biographie (NDB). Band 1, Duncker & Humblot, Berlin 1953, ISBN 3-428-00182-6, S. 302 (Digitalisat).
- Hans-Jürgen Pletz-Krehahn: Das Schicksal der Anna von Sachsen. In: Heimatjahrbuch für das Land an der Dill 1981. S. 188–191.
- Hans-Jürgen Pletz-Krehahn: Die bislang unbekannte Krankheit der Anna von Sachsen – ein Beitrag zur Medizingeschichte. In: Heimatjahrbuch für das Land an der Dill 1981. S. 207–212.
- Martin Spies: Die Bildnisse Annas von Sachsen. In: Nassauische Annalen, 116, 2005, S. 237–248.
- Maike Vogt-Lüerssen: Anna von Sachsen. Book on Demand, 2008.
- Hans-Joachim Böttcher: Anna Prinzessin von Sachsen 1544-1577. Eine Lebenstragödie. Dresdner Buchverlag, 2013. ISBN 978-3-941757-39-4.
- Ingrun Mann: Anna of Saxony. The Scarlet Lady of Orange. Winged Hussar Publishing, Point Pleasant, New Jersey 2016. ISBN 978-0-9963657-2-7.
- Femke Deen: Anna van Saksen. Verstoten bruid van Willem van Oranje. Atlas Contact, Amsterdam 2018. ISBN 978-90-450-2472-1.

### Anna und Wilhelm
- Hans Kruse: Wilhelm von Oranien und Anna von Sachsen. Eine fürstliche Ehetragödie des 16. Jahrhunderts. In: Nassauische Annalen, 54, 1934, S. 1–134.
- Ulrich Schuppener: Das Hochzeitslied zur Trauung Wilhelms von Oranien mit Anna von Sachsen und seine Vorgeschichte. In: Nassauische Annalen, 118, 2007, S. 209–276.

### Wilhelm von Oranien
- Felix Rachfahl: Wilhelm von Oranien und der niederländische Aufstand (3 Bd.e, hier Bd. 2). Halle a. d. Saale 1907. Passim.
- Carl Dönges: Wilhelm der Schweiger und Nassau-Dillenburg. Verlag von Moritz Weidenbach, Dillenburg 1909. Passim.
- Henriette de Beaufort: Wilhelm von Oranien. C. H. Beck, München 1956. Passim.
- Helmut Cellarius: Die Propagandatätigkeit Wilhelms von Oranien in Dillenburg 1568 im Dienste des niederländischen Aufstandes. In: Nassauische Annalen 1968, S. 120–148.
- Helmut Cellarius: „Ein teuflischer Fuchs, böse und unheilvoll“. Wilhelm von Oranien in der Geschichtsschreibung. In: Siegerland 61/1 (1984). S. 3–12.
- Helmut Cellarius: Oranische Entführung. In: Heimatjahrbuch für den Dillkreis 1984. S. 146–148.
- Klaus Vetter: Wilhelm von Oranien. Akademie-Verlag, Berlin 1987. Passim.
- Klaus Vetter: Am Hofe Wilhelms von Oranien. Edition Leipzig 1990. Passim.
- Olaf Mörke: Wilhelm von Oranien (1533-1584). Fürst und „Vater“ der Republik. Verlag W. Kohlhammer, Stuttgart 2007, Passim.

### Jan Rubens
- August Spieß: Eine Episode aus dem Leben der Eltern P. P. Rubens. In: Nassauische Annalen, 12, 1873, S. 265–285.
- Rosine De Dijn: Liebe, Last und Leidenschaft. Frauen im Leben von Rubens. DVA, Stuttgart und München 2002. (Titel behandelt die Thematik in Bezug auf Jan und Peter Paul Rubens.)
- Ilse-Marie Barton: Maria Rubens. In: Siegerland Band 54 Heft 5–6/1977. S. 190–191.

### Grafschaft Nassau-Dillenburg
- Rolf Glawischnig: Niederlande, Kalvinismus und Reichsgrafenstand 1559-1584. Nassau-Dillenburg unter Graf Johann VI. Elwertsche Verlagsbuchhandlung, Marburg 1973.

### Sonstiges
- Richard van Dülmen: Kultur und Alltag in der Frühen Neuzeit. Band 1: Das Haus und seine Menschen. C. H. Beck, München 1990.
- Richard van Dülmen: Kultur und Alltag in der Frühen Neuzeit. Band 2: Dorf und Stadt. Verlag C. Beck, München 1992.
- Johan Huizinga: Herbst des Mittelalters. Alfred Kröner Verlag, Stuttgart 1987.
- Reformation – Konfession – Konversion. Adel und Religion zwischen Rheingau und Siegerland im 16. und 17. Jahrhundert. Tagungsband. Nassauische Annalen 2017.